# Lịch sử Beograd
Lịch sử thành phố Beograd truy ngược về 7.000 năm trước Công nguyên kéo dài cho tới ngày nay khi Beograd giữ vị trí thủ đô Serbia. Văn hóa Vinča, một trong những nền văn hóa tiền sử lớn nhất ở châu Âu, bắt nguồn từ vùng lân cận Beograd vào thiên niên kỷ thứ 6 TCN. Vào thời cổ đại, đây là nơi sinh sống của các bộ lạc Thracia - Daci, khoảng đến sau năm 279 TCN, bị người Celt chinh phục và lấy tên là Singidun. Người La Mã dưới thời Octavian Augustus chiếm Beograd vào giữa thế kỷ thứ 2, và nâng tầm vị thế lên mức thành thị. Beograd được người Slav định cư vào khoảng năm 520, và nhiều lần đổi chủ qua tay Byzantine, Bulgaria, Hungary, cuối cùng trở thành kinh đô của Serbia dưới thời vua Stefan Dragutin (1282–1316). Bị Ottoman đánh chiếm năm 1521, Beograd trở thành thủ phủ một sancak của đế quốc Thổ khi đó. Từ cuối thế kỷ 17, Beograd bị tranh chấp và luân chuyển qua lại giữa Ottoman và nhà Habsburg, và phần lớn thành phố bị tàn phá nặng nề trong các cuộc chiến Áo-Thổ. Beograd trở lại làm thủ đô của Serbia vào năm 1841. Khu phía bắc Beograd (Zemun) vẫn là tiền đồn của Habsburg cho đến năm 1918, trước khi chính thức sáp nhập vào thành phố. Do có vị trí chiến lược, nơi đây đã diễn ra hơn 115 trận chiến và bị phá hủy 44 lần. Beograd từng liên tục là thủ đô Nam Tư dưới mọi chế độ từ khi thành lập năm 1918 cho đến khi giải thể cuối cùng năm 2006.

## Thời tiền sử

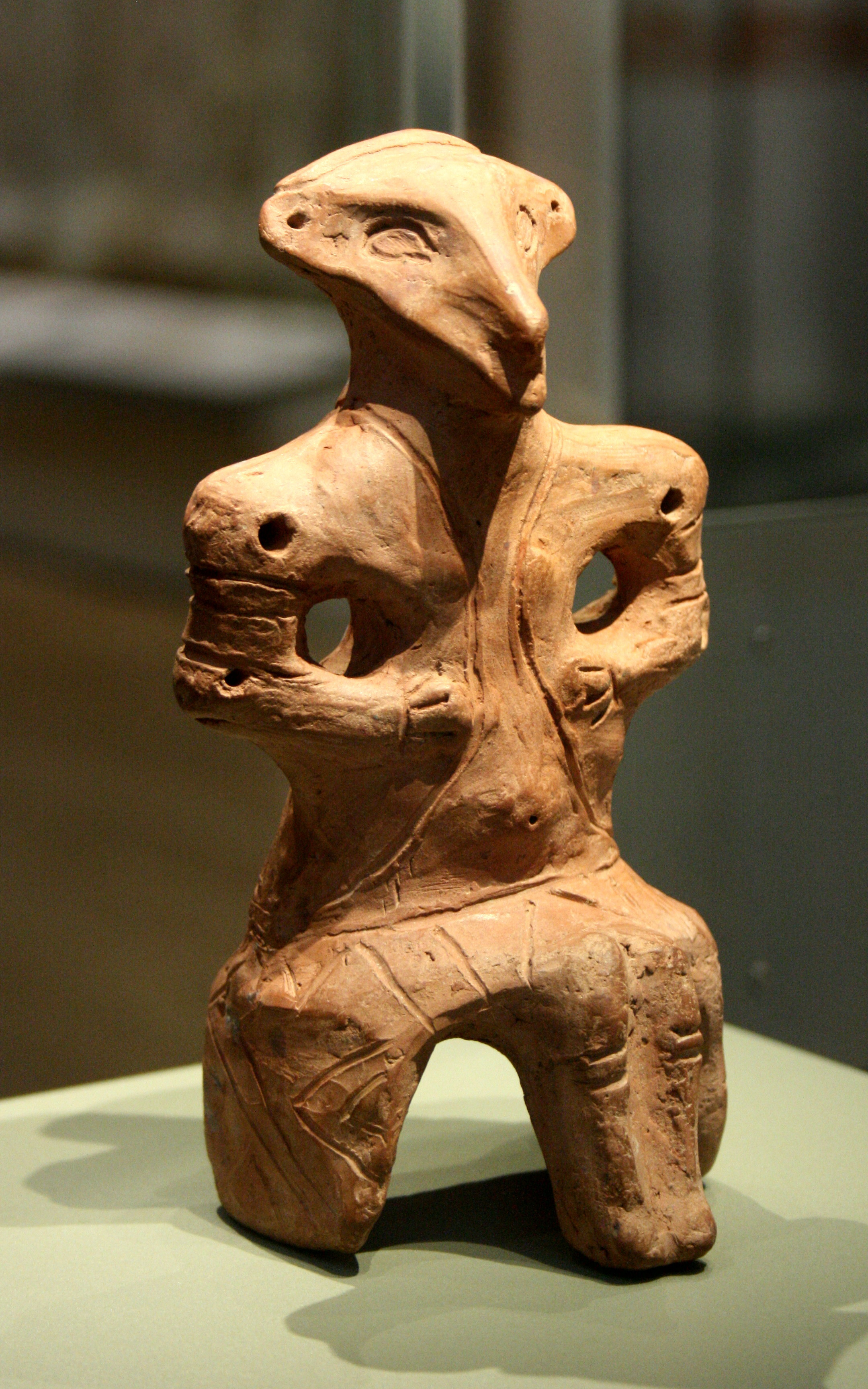
Người phụ nữ Vinča (5.500 TCN)

Các công cụ chế tác bằng đá tìm được ở Zemun cho thấy các cộng đồng săn bắn hái lượm đã sinh sống ở khu vực quanh Beograd ngày nay từ thời đại đồ đá cũ và đồ đá giữa. Một số công cụ thuộc về nền văn hóa Moustier của người Neanderthal. Các mảnh xương và hộp sọ của người Neanderthal thuộc thời kỳ đồ đá cũ được phát hiện trong một mỏ đá gần Leštane, trong một hang động ở Čukarica và gần chợ Skadarli. Những phát hiện các công cụ thuộc nền văn hóa Gravette và Aurignac cũng cho thấy con người đã định cư tại đây từ 50.000 đến 20.000 năm trước.
Nền văn hóa thời đại đồ đá mới Starčevo và Vinča đã phát triển quanh Beograd và bao trùm cả bán đảo Balkan (cũng như một phần Trung Âu và Tiểu Á) khoảng 7.000 năm trước.
Các di chỉ thời kỳ đồ đá sớm được phát hiện ở Vinča, Žarkovo và Phố Trên (tiếng Serbia: Горњем граду, thuộc khu thành cổ), phía trên cửa sông Sava đổ vào sông Danube. Như vậy, Beograd đã được định cư và gia tăng dân số liên tục. Nhiều nhà cửa đường phố ngày nay xếp chồng lên các tầng văn hóa tiền sử xa xưa.
Những nhóm người sinh sống và canh tác đầu tiên trên mảnh đất này có liên quan đến văn hóa cổ đại thời kỳ đồ đá mới, phát triển rực rỡ từ 6.200 đến 5.200 năm trước. Các di chỉ nền văn hóa Starčevo được phát hiện và khai quật ở Beograd và vùng phụ cận, chủ yếu từ thị trấn Starčevo, địa danh được gán thành tên cho nền văn hóa này. Văn hóa Vinča (5.500-4.500 TCN) đã kế thừa văn hóa Starčevo, tiếp tục phát triển thành một nền văn hóa nông nghiệp tiên tiến hơn, cũng được đặt tên theo Vinča-Belo Brdo của Beograd. Di chỉ văn hóa Vinča cho thấy các cộng đồng rất lớn, có thể nói là lớn nhất châu Âu thời tiền sử; các di sản tiêu biểu như tượng người phụ nữ Vinča; dấu vết đúc đồng sớm nhất tại châu Âu; và chữ viết Vinča - một dạng ký tự sơ khai trước cả văn hóa Sumer và Minos.
Đồi Vinča - Belo gần Beograd là khu khảo cổ quan trọng nhất về thời kỳ tiền sử ở châu Âu. Các cuộc khai quật tại cầu Rospi, Phố Trên, Karaburma, Zemun và Vinča khẳng định giả thuyết trước đây Beograd đã tập trung đông dân cư, phát triển mạnh nông nghiệp và các hoạt động trao đổi buôn bán khác. Các ngôi mộ táng thời đại đồ đồng kèm theo vật dụng kim loại được khai quật phát hiện là bằng chứng về sự giao thoa ảnh hưởng của các nền văn hóa khác nhau.

## Thời cổ đại

### Trước thời La Mã

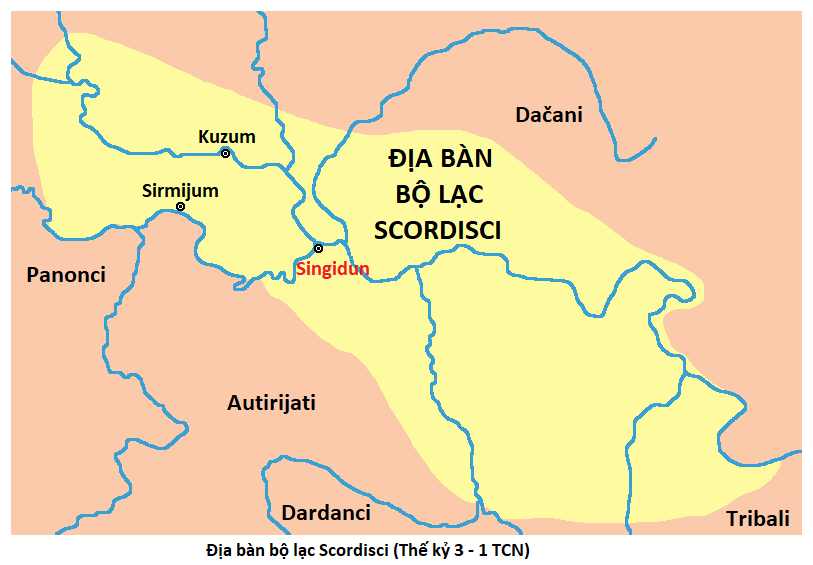
Địa bàn bộ lạc Scordisci với Singidun là trung tâm (Thế kỷ 3-1 TCN)

Các bộ lạc Balkan cổ của người Thracia và người Daci là chủ nhân khu vực này trước khi bị La Mã xâm chiếm. Beograd trước kia là đất của bộ lạc Singi. Sau cuộc xâm lược của người Celt vào bán đảo Balkan năm 279 TCN, bộ tộc Scordisci chiếm cứ khu vực này đặt tên là Singidun ("dun" nghĩa là đồn lũy).
Hầu như không có dấu tích nào của người Celt còn lưu lại, ngoại trừ một số công cụ, vật dụng cũng không còn nguyên vẹn được khai quật tại một số địa điểm ở Karaburma và Rospi, được xác định thuộc về các chiến binh Scordisci. Chỉ còn yếu tố tinh thần Celt đã ăn vào đời sống văn hóa nơi đây, một phần chuyển đổi và pha trộn với các yếu tố văn hóa La Mã cổ đại về sau.

### Thời La Mã cai trị

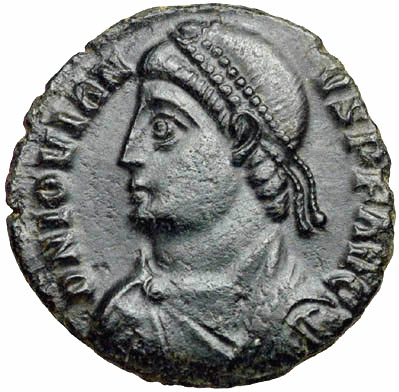
Tiền xu hình hoàng đế Jovianus dùng tại Singidunum

Vào năm 34-33 TCN, Silanus dẫn các quân đoàn La Mã đến Singidun. Người La Mã bắt đầu chinh phục các vùng phụ cận Singidun vào thế kỷ 1 SCN. Gaius "Quintus" Scribonius Curio, tổng đốc Macedonia đã dẫn quân xâm nhập sâu vào bán đảo Balkan đến tận sông Danube, cố gắng quét sạch Scordisci, Dardani, Daci và các bộ lạc khác. Tuy giành được thắng lợi, quân La Mã chỉ đồn trú lại một thời gian ngắn, rồi rút đi mà không để lại hệ thống cầm quyền. Do đó, có rất ít thông tin về các sự kiện này cũng như khi vùng đất này thuộc về đơn vị hành chính tỉnh Moesia. Khu vực bất ổn cho đến triều đại Augustus, Marcus Licinius Crassus và tổng đốc Macedonia đã ổn định được tình hình vào năm 29 TCN. Moesia chính thức trở thành một tỉnh La Mã trước năm thứ 6 SCN, khi tổng đốc Aulus Caecina Severus được lần đầu tiên nhắc tới. Theo đó, tên khu vực này cũng được La Mã hóa thành Singidunum. Singidunum là một trong những khu định cư chính của tỉnh Moesia, nằm giữa Sirmium (Sremska Mitrovica) và Viminacium (Kostolac). Bên cạnh đó là Taurunum (Zemun) giữ vị trí chiến lược trên biên thành La Mã kết nối các đồn lũy với các thành dọc theo sông Danube. 

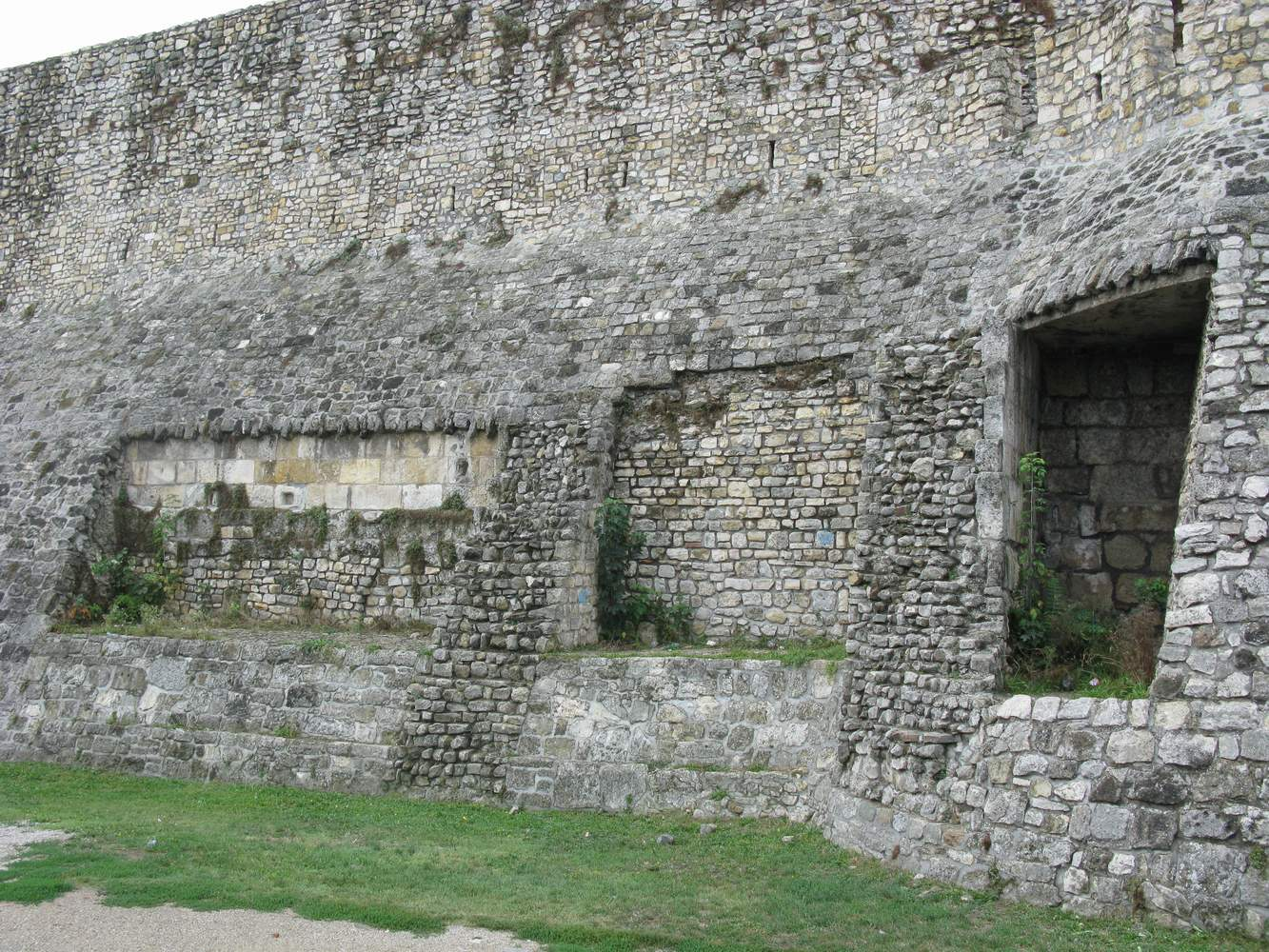
Tàn tích thành cổ La Mã ở Singidunum (vách thành ở bên và tháp ở giữa)

Singidunum cực thịnh vào năm 86 với sự hiện diện của quân đoàn IV Flavia Felix. Quân đoàn gồm khoảng 6.000 binh sĩ này là đội quân quan trọng nhất để chống lại mối đe dọa của người Dacia trên sông Danube. Quân đoàn đã dựng một đồn lũy phòng thủ tại vị trí Phố Trên ở Kalemegdan ngày nay. Đồn đầu tiên được đắp bằng đất, về sau gia cố thêm bằng đá, tàn tích còn lại ở đoạn cuối đông bắc của Phố Trên. Một cây cầu bắc qua sông Sava nối liền Singidunum và Taurunum. Bước tiếp theo là tập trung dân cư binh lính dưới sự bảo vệ phía trong đồn lũy. Mạng lưới đường phố bắt đầu xuất hiện với các giao lộ tập trung phía hữu thành. Di sản hệ thống này vẫn còn ở Beograd ngày nay quanh đường Uzun Mirkova, Obilićev Venac, Cara Dusan và đường Vua Petra I. Những năm 1970 phát hiện được một số dấu vết nhà tắm công cộng gắn với Công trường La Mã ngay tại Quảng trường Sinh viên ngày nay. Xung quanh Beograd ngày nay vẫn tìm được những di tích khác của văn hóa La Mã như lăng mộ, tượng đài, điêu khắc, đồ gốm hay tiền xu. Hoàng đế Hadrianus đã nâng tầm Singidunum lên vị thế một thành thị cổ vào nửa đầu thế kỷ thứ 2. Singidunum tiếp tục phát triển sau đó để trở thành một thuộc địa La Mã đúng nghĩa. Hoàng đế Jovianus, người tái lập Kitô giáo thành quốc giáo của Đế chế La Mã, được sinh ra ở Singidunum vào năm 332. Singidunum và tỉnh Moesia trở nên thịnh vượng trong thời bình, nhưng giai đoạn này không kéo dài vì căng thẳng gia tăng cả trong và ngoài đế chế. 

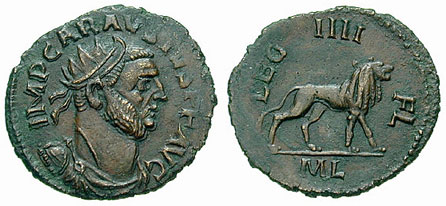
Đồng Antoninianus dưới thời Carausius. Một mặt đồng xu là biểu tượng sư tử của Quân đoàn IV Flavia Felix.

Đế chế La Mã bắt đầu suy tàn vào cuối thế kỷ thứ 3. Tỉnh Dacia, vốn được hoàng đế Traianus lập nên sau nhiều chiến dịch dài thắng lợi, bắt đầu suy sụp khi rợ Goth xâm lược vào năm 256. Khi các bộ tộc rợ nhanh chóng chiếm một loạt các tỉnh gây thiệt hại lớn, hoàng đế Aurelianus buộc phải di tản Dacia năm 270. Singidunum một lần nữa ở bờ vực tàn lụi chung với đế chế.

## Thời trung cổ

### Byzantine (395-626)
Sau khi hoàng đế Theodosius I băng hà, đế chế La Mã bị chia thành hai phần. Singidunum nằm ở biên giới phía tây bắc của Đế quốc Đông La Mã. Tỉnh Moesia và Illyric phải gánh chịu những cuộc tấn công tàn khốc liên tiếp của các đạo binh xâm lược người Hung, Ostrogoth, Gepids, Sarmatia, Avar và Slav. Cả châu Âu chịu kiếp nạn Hung Nô, năm 441, Attila đánh chiếm Singidunum phá hủy thành phố và pháo đài, bắt dân chúng làm nô lệ. Trong hai thế kỷ tiếp theo, thành đổi chủ nhiều lần. Năm 454, La Mã đột kích tái chiếm thành từ tay quân Hung, nhưng nhanh chóng lại rơi vào tay người Sarmati. Năm 470, Theodoric Đại đế dẫn quân Ostrogoth đánh bại Sarmati và chiếm được thành. Năm 488, quân Gepis chiếm thành, cho đến năm 504 lại bị Ostrogoth thu hồi. Năm 539, thành trở về Đế quốc Đông La Mã sau hòa ước với Ostrogoth.
Hoàng đế Byzantine Justinianus I khôi phục lại Singidunum cho dân chúng định cư và củng cố thành lũy quân sự. Năm 577, khoảng 100.000 người Slav đã đổ vào Thrace và Illyricum, đánh chiếm và định cư trong các thành phố. Năm 582, quân Avar dưới quyền Bayan I chinh phục cả xứ. Khi Mauritius tiến hành chiến dịch Balkan, Singidunum giữ vị trí quan trọng, nhưng một lần nữa bị Avar tàn phá và phóng hỏa vào năm 602. Theo Biên niên sử Byzantine Sự cai trị của đế chế, những người Serb Trắng trên đường về nhà đã dừng lại ở Singidunum (khoảng năm 630), yết kiến tổng binh về đất đai mà họ được nhận, gồm các tỉnh phía tây tới Adriatic, theo chính sách ngoại giao cho phép người Slav định cư dưới thời Heraclius I. Lúc này, Singidunum không còn là một tiền đồn biên giới quan trọng nữa. 

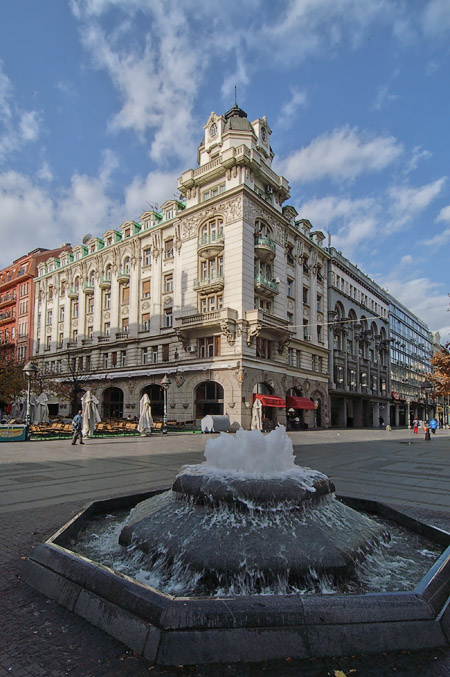
Đường Knez Mihailova ngày nay nằm trên đúng nền Singidunum

### Bulgaria, Hungary, Byzantine, Serbia

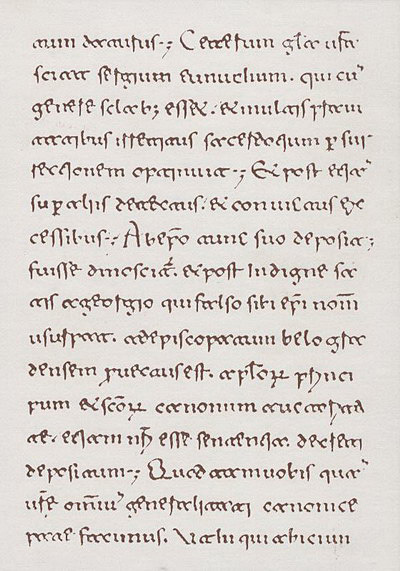
"Khai sinh" tên Beograd, thư của Giáo hoàng Gioan VIII gửi sa hoàng Boris I của Bulgaria, thế kỷ 10

Không còn tư liệu nào nhắc đến thành phố suốt hai thế kỷ rưỡi tiếp theo, bởi thành không có vị trí tiền phương chiến lược. Khi ấy, người Slav nắm giữ cả một vùng Balkan rộng lớn. Dấu vết khảo cổ về thời kỳ này vẫn cho thấy cuộc sống dân cư tiếp diễn bên trong và xung quanh thành.
Gia đoạn tiếp theo, nhiều đạo quân khác nhau thay phiên chiếm cứ nơi này. Cũng là lần đầu tiên người Frank dưới quyền Charlemagne đặt chân đến đây khi đánh tan quân Avar. Trên đống đổ nát của Taurunum, người Frank xây dựng khu định cư Malevila, về sau đổi tên thành Zemln (Zemun).
Người Bulgaria thay thế người Frank nắm quyền kiểm soát Beograd vào năm 827. Cái tên Beograd theo ngôn ngữ Slav (Београд nghĩa là Thành Trắng - có thể chỉ về vách thành bằng đá vôi trắng) lần đầu tiên được ghi nhận trên văn tự vào thế kỷ thứ 9, trong một bức thư viết ngày 16 tháng 4 năm 878 của Giáo hoàng Gioan VIII gửi sa hoàng Boris I Mihail của Bulgaria về việc loại bỏ giám mục Sergus của Beograd. Về sau, cái tên Beograd còn xuất hiện trong các biến thể khác nhau.
Năm 896, quân Hungary tấn công Beograd. Năm 971, Byzantine chiếm Beograd.
Sau năm 976, sa hoàng Bulgaria là Samuel nắm quyền Beograd. Năm 1018, hoàng đế Byzantine Basíleios II chinh phục được đế quốc của Samuel, Beograd một lần nữa lại trở thành một tiền đồn biên giới quan trọng của Byzantine, quân đội thường xuyên trú đóng.

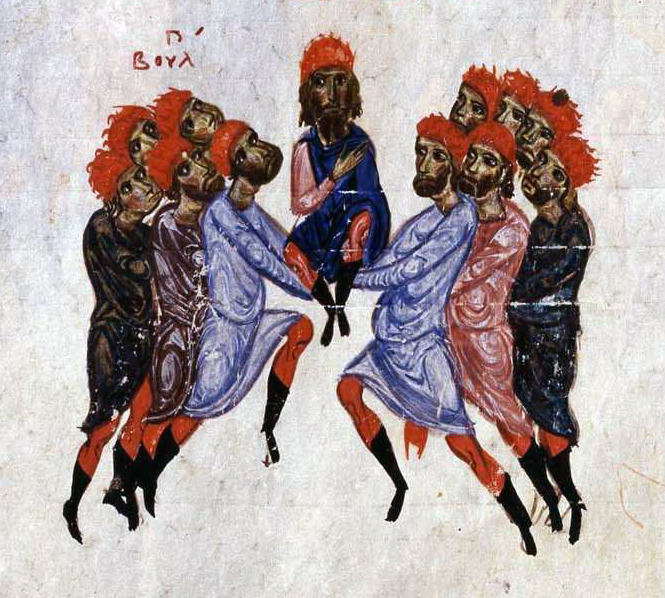
Petar Deljan tự xưng là sa hoàng ở Beograd. Cuộc nổi dậy của ông chống lại sự cai trị của Byzantine bắt đầu quanh Beograd. Tranh minh họa trong bản thảo Madrid Skylitzes.

Mùa hè 1040 nổ ra cuộc nổi dậy chống lại Byzantine tại Pomoravlje, do Petar Deljan đứng đầu. Quân nổi dậy nhanh chóng chiếm được Beograd, Nis và Skopje. Deljan xưng mình là cháu nội của sa hoàng Samuel, người kế vị hợp pháp đế quốc Bulgaria, nên đã tự lập làm sa hoàng tại Beograd. Tuy nhiên, cuộc nổi dậy đã bị đàn áp và dập tắt vào đầu năm 1041.
Nửa sau thế kỷ 11 tiếp diễn với các cuộc xung đột Hungary-Byzantine. Năm 1068, vua Solomon của Hungary đánh chiếm một số thành ở biên giới Byzantine, rất có thể Beograd nằm trong số đó. Byzantine nhanh chóng đoạt lại. Chiến trận trên sông Danube gia tăng theo thời gian. Khoảng năm 1071-1072, vua Hungary mở cuộc tấn công lớn vào Beograd. Sau hai tháng vây hãm, quân Hungary chuẩn bị phá vỡ được tường thành, Beograd buộc phải đầu hàng. Quân Hungary đã cướp phá hoàn toàn Beograd. Trên đà thắng lợi, vua Solomon mở rộng tấn công tới tận Nis. Hòa bình lập lại ngay sau đó và không rõ Byzantine đã đòi lại Beograd bằng cách nào, chỉ biết rằng Hungary kiểm soát không lâu và vào năm 1072, Beograd trở lại Byzantine. Năm 1096, quân Hungary phá hủy Beograd, nhưng Byzantine tiếp tục đồn trú trấn giữ. Năm 1124, vua Stefan II của Hungary triệt hạ Beograd và bố trí công sự tại Zemun. Năm 1154, hoàng đế Byzantine Manojlo I chiếm Zemun và tái thiết củng cố Beograd. Năm 1182, Hungary tiếp tục xâm chiếm Beograd. Năm 1185, Byzantine thu hồi Beograd bằng ngoại giao.
Từ 1096 đến 1189, các cuộc thập tự chinh đều ngang qua Beograd. Năm 1096, trong cuộc thập tự chinh thứ nhất, Peter Ẩn sĩ trong vòng sáu ngày đã thảm sát Zemun. Dân chúng Beograd di tản về Nis, vì sợ rằng thập tự quân cũng có thể gây ra một tội ác tương tự với Beograd. Năm 1147, vua Đức Konrad III dẫn quân đi qua Beograd trong cuộc thập tự chinh thứ hai. Năm 1189, trong cuộc thập tự chinh thứ ba, Friedrich Barbarossa dẫn 190.000 quân ngang qua và ngỡ ngàng trước một Begrad hoang tàn đổ nát. Bởi trước đó vào năm 1154, trong Hành trình tới Constantinopolis, nhà địa lý và bản đồ Idrizi người Ả-rập đã miêu tả Beograd phồn thịnh đông đúc và tập trung nhiều nhà thờ.
Beograd là một phần của Bulgaria từ năm 1230 nhưng đến năm 1232 đã thuộc về Hungary. 

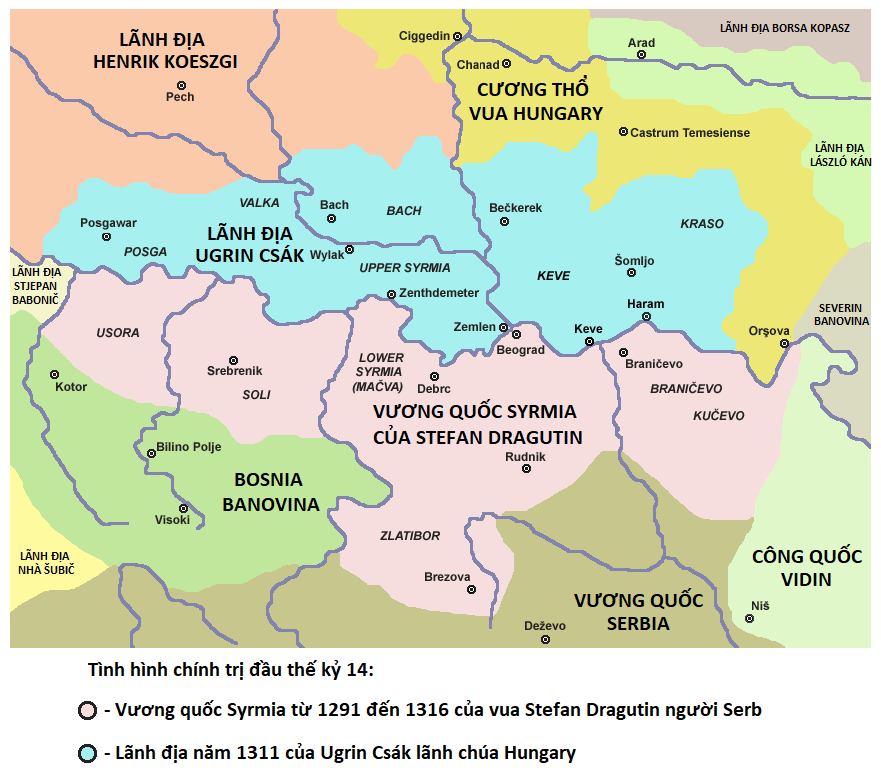
Vương quốc Syrmia của vua Stefan Dragutin người Serb, kinh đô là Beograd, thế kỷ 13-14

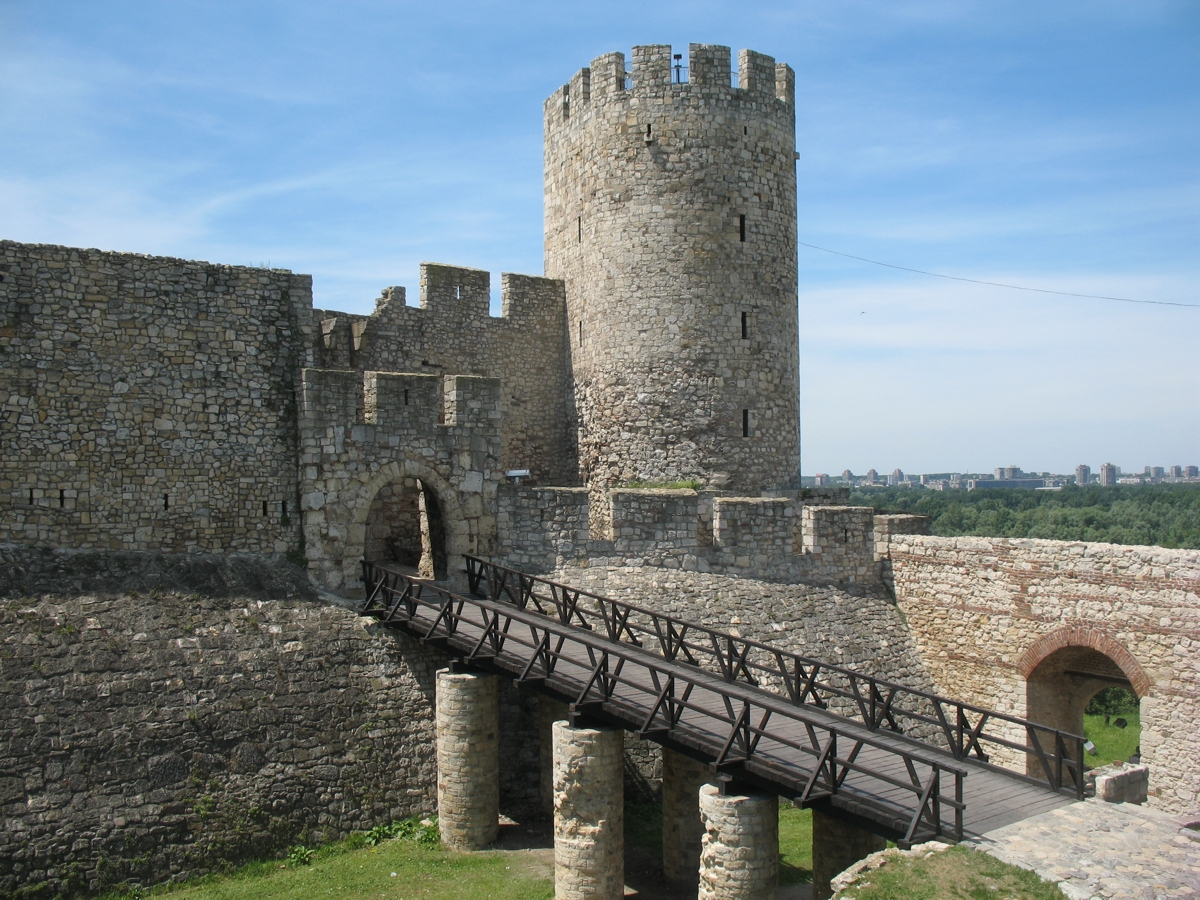
Tháp canh Stefan tại cổng thành Beograd

Năm 1284, quốc vương Serbia Dragutin tiếp nhận Beograd từ nhạc phụ là vua Stefan V của Hungary. Beograd trở thành kinh đô của vương quốc Syrmia, nơi tập trung triều đình Dragutin, đánh dấu mốc đầu tiên dưới quyền cai trị của vua Serbia. Beograd bắt đầu có nhiều dân Serbia cũng như ảnh hưởng mạnh từ Giáo hội Chính thống Serbia. Nhà thờ chính tòa Bepgrad mới được xây dựng là hiện thân của sức mạnh và hưng thịnh của vương quốc Serbia non trẻ. Năm 1316, sau khi Dragutin băng hà, tranh chấp nảy sinh: Hungary đòi lại Beograd lúc này do anh trai của Dragutin là Milutin cai quản. Năm 1319, Hungary tàn phá Beograd và sáp nhập vào Macvanese Banat. Hungary biến Beograd thành một đồn biên ngăn cản sự bành trướng từ phía nam của Serbia dưới thời sa hoàng Dušan.
Năm 1382, đối thủ tranh giành vương vị Hungary, anh em Horvati chiếm Beograd. Năm 1386, Hungary lấy lại được Beograd. Cùng lúc ấy là mối đe dọa đến từ quân Thổ với những trận giao tranh dữ dội mà Serbia đều thất bại trước Ottoman trong trận Maritsa (1371) và trận Kosovo (1389). Lãnh thổ phía nam Serbia rơi vào tay Đế quốc Ottoman.

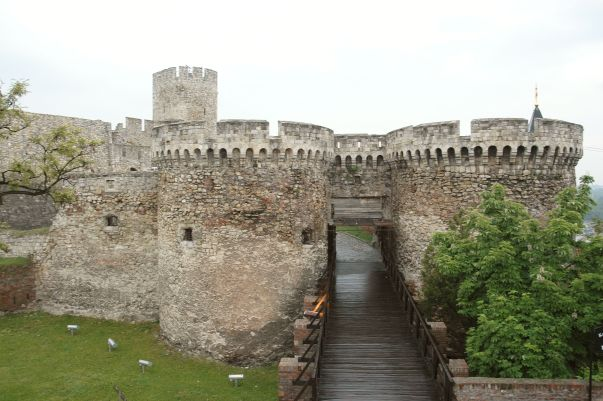
Cổng Zindan từ thời Hungary

Năm 1403, liên minh với Hungary, hoàng thân Stefan Lazarević thu được nhiều lợi ích, trong đó có hai thành trọng yếu là Beograd và Golubac. Để chống lại quân Thổ xâm lăng cũng như củng cố vị trí vững chắc trên Sava và Danube, Stefan cho đẩy mạnh sửa sang lại Beograd. Ông cai trị Beograd từ năm 1403 đến 1427 là một giai đoạn hưng thịnh. Beograd không chỉ là thủ phủ của Serbia, mà còn là trung tâm kinh tế, văn hóa và tôn giáo quan trọng nhất. Nhà thờ chính tòa, pháo đài mới, lâu đài lãnh chúa, một bệnh viện và một thư viện được xây dựng. Thương nhân có được đặc quyền và trở nên giàu có và góp phần thịnh vượng cho Beograd. Beograd chào đón dân Balkan trốn khỏi sự thống trị của Ottoman, dân số lúc đó ước khoảng 40-50 nghìn người.

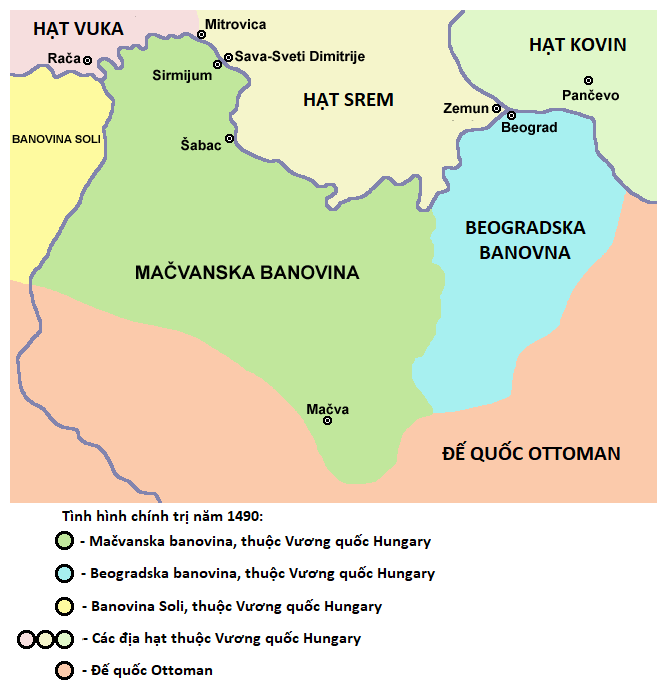
Beogradska banovina năm 1490

Sau khi Stefan qua đời, người kế vị là Djurdj Brankovic đã phải đầu hàng dâng Beograd cho Hungary vào năm 1427. Ông cũng cho xây dựng pháo đài đặt tại thủ đô mới Smederevo. Trong một trăm năm dưới ách thống trị của Hungary, diện mạo và cấu trúc dân cư Beograd bị thay đổi. Kinh tế nhanh chóng đình trệ, người Serb chỉ được phép sống ở ngoại thành và bị cấm đi vào Phố Trên. Vua Sigmund của Hungary đưa dân Hungary đến định cư nhiều hơn và tăng cường ảnh hưởng của Giáo hội Công giáo.

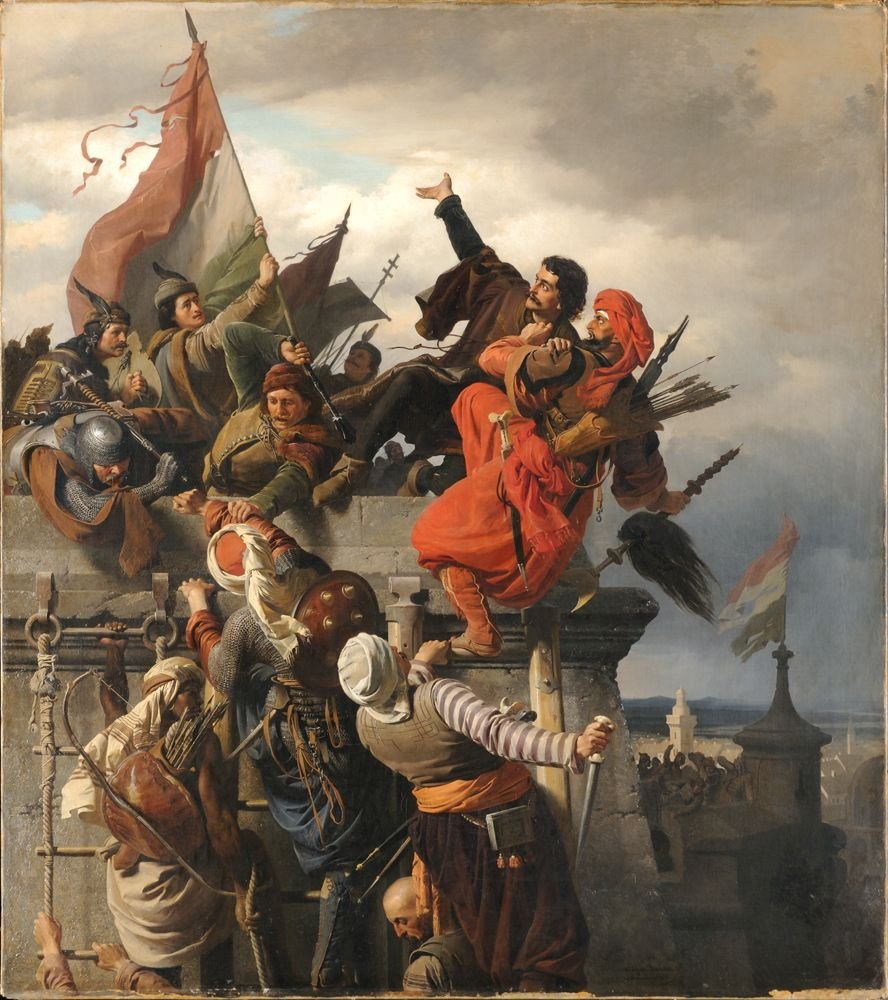
Trận vây hãm Beograd 1456

Sau khi Smederevo sụp đổ năm 1440, Beograd dưới cái tên Hungary Nándorfehérvár bị sultan Murat II đem 100.000 quân Thổ bao vây, nhưng dù bị tấn công ác liệt, thành phố vẫn đứng vững. Để đối phó với quân Thổ đóng trại trên đồi Zrnov gần đó (Avala ngày nay), các pháo đài được dựng lên để quan sát và kiểm soát tình hình. Năm 1456, sultan Mehmed II cũng thất bại và bị thương khi công thành. Mừng thắng trận, giáo hoàng Calixtô III lệnh cho tất cả các nhà thờ ở châu Âu đồng loạt đổ chuông vào giữa trưa, nhiều nơi vẫn giữ truyền thống này cho đến tận ngày nay. Beograd anh dũng được nhắc đến trong khúc ca cổ nhất viết năm 1476 dưới thời vua Matthias. Gần một thế kỷ, Beograd đã kháng cự lại được các cuộc tấn công của quân Thổ.

## Thế kỷ mới

### Đế chế Ottoman

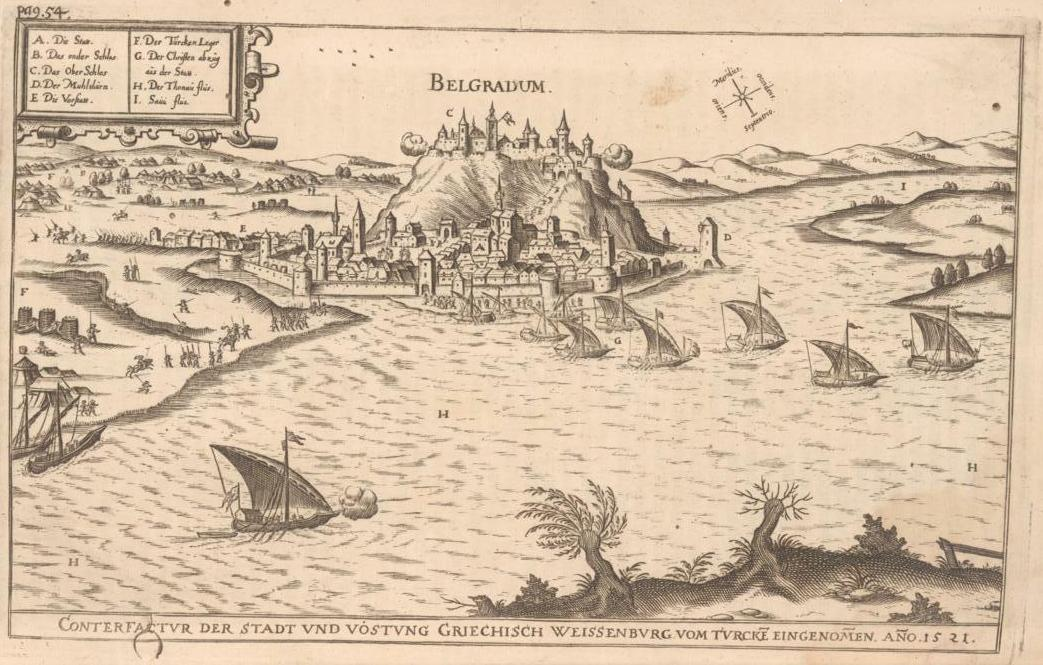
Beograd thế kỷ 16

Ngày 28 tháng 8 năm 1521, 250.000 quân Thổ dưới sự chỉ huy của Suleiman Đại đế phá vỡ Beograd. Thành gần như bị san bằng, toàn bộ người Chính thống giáo trong thành bị trục xuất tới Istanbul, đồn lũy trấn giữ tuyến đường tới Budapest và Vienna đã bị đập tan. Biên giới của Ottoman đẩy xa thêm về phương bắc nên Beograd không còn vị trí chiến lược quan trọng nữa. Trong 150 năm tiếp theo, Beograd được hưởng thái bình, chỉ còn là đầu mối giao thương. Từ tháng 9 năm 1521, thủ phủ sancak được chuyển từ Smederevo tới Beograd.
Từ một tiền đồn quân sự, Beograd chuyển mình thành trung tâm hành chính, thương mại quan trọng của Ottoman. Thành phố thay đổi diện mạo theo phong cách phương Đông với sự phát triển mạnh mẽ của tiểu thủ công nghiệp và thương nghiệp. Thời kỳ đầu thuộc Ottoman, dân số chủ yếu là người Hồi giáo, đa phần đến từ Balkan, còn lại là người Thổ. Thương gia từ Dubrovnik, Venice, Hy Lạp và Áo, thợ thủ công từ Thổ Nhĩ Kỳ, Armenia, Serbia và Roma đều kéo tới đây. Trong 146 năm cai trị, Ottoman cho xây sáu trung tâm lữ thương, hai chợ, bảy nhà tắm công cộng, nhiều trường học và khoảng 40 thánh đường Hồi giáo, trong đó ấn tượng nhất là nhà thờ Ibrahim Bey ở phố Obilićev ngày nay. Beograd đã từ bỏ vị trí đồn lũy phòng ngự để trở thành đầu mối quan trọng của các tuyến thương mại nối phương Đông với châu Âu.
Dịch bệch năm 1579 hoành hành ở Beograd, nên ba năm sau chỉ còn khoảng 934 nóc nhà. Dân số Serbia hồi phục nhanh nhất, đại diện cho một lượng cư dân đông đúc, nhưng họ phải sống bên ngoài thành trong các khu nghèo đói, công việc chính là trồng trọt và thủ công. 

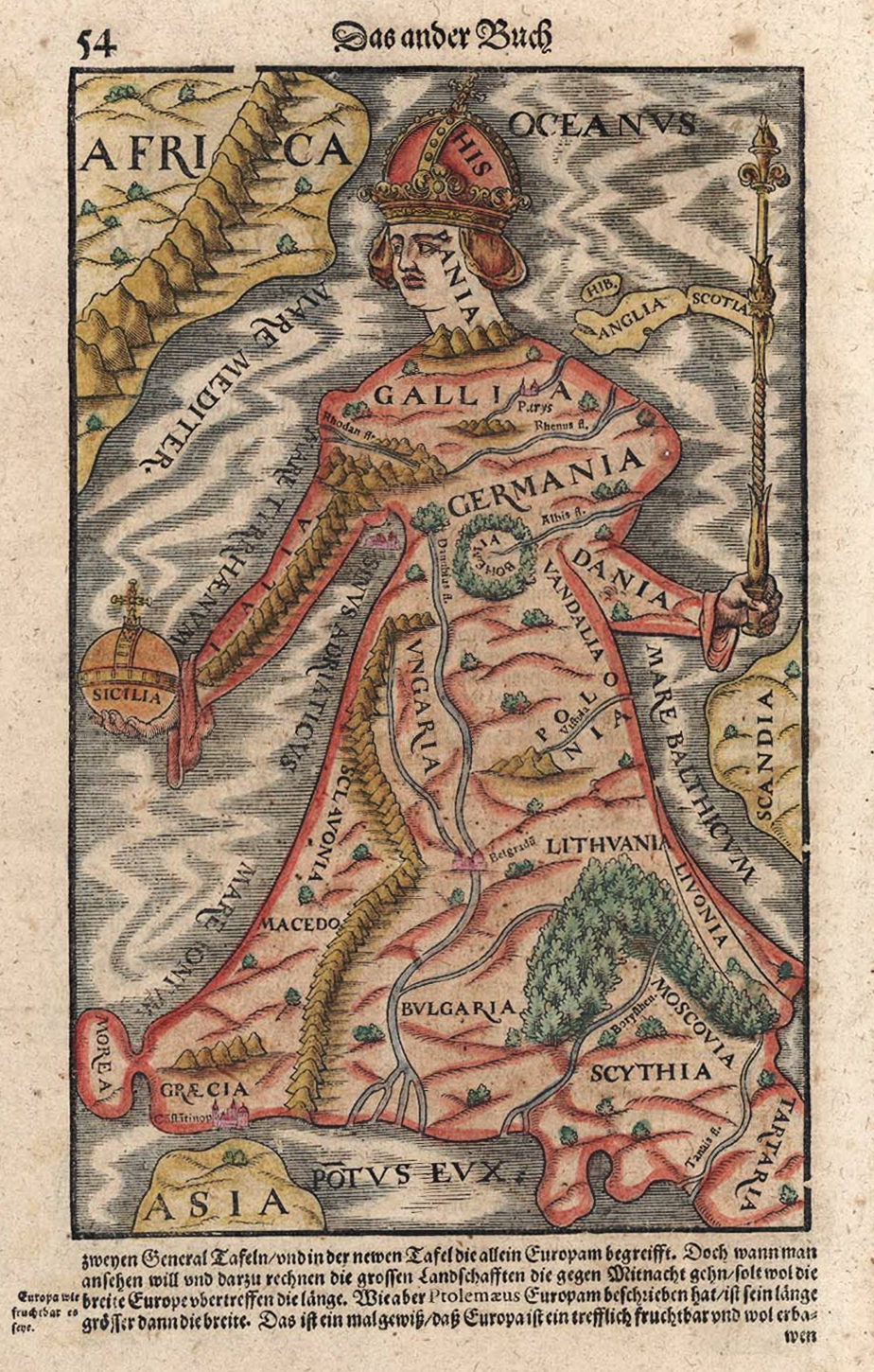
Europa regina trong tác phẩm Cosmographia của Sebastian Münster (thế kỷ 15), khắc họa lục địa châu Âu như một nữ hoàng. Beograd là một trong số ba thành phố được nhắc đến.

Năm 1594, một cuộc nổi dậy lớn của người Serb bị Ottoman dập tắt. Phó vương Sinan Pasha đã thiêu thánh tích của thánh Sava công khai để răn đe, về sau vào năm 1935, nhà thờ thánh Sava được xây cất để kỷ niệm biến cố này.
Beograd thuộc Ottoman tiếp tục tăng trưởng đến giữa thế kỷ 17, là thành phố lớn thứ hai của Ottoman ở châu Âu với dân số khoảng 100.000 người, chỉ đứng sau Constantinopolis.

### Chiến tranh Áo-Thổ
Sau 167 năm thái bình, Beograd quay lại thành một mục tiêu chiến địa. Trong Đại chiến Vienna, nạn đói nhấn chìm thành phố, một trận hỏa hoạn thiêu rụi kho vũ khí và khoảng 4.000 nóc nhà. Ngày 6 tháng 9 năm 1688, công tước Áo Maximilian xứ Bavaria thôn tính Beograd. Chỉ 20 ngày sau, Đại chiến Liên minh nổ ra, buộc phần lớn quân Áo phải rút khỏi Serbia. Điều này cho phép quân Thổ tập trung lực lượng và sẵn sàng chuẩn bị cho cuộc tấn công hai năm sau đó. Chiến cuộc nổ ra châm ngòi cho cuộc di cư lớn của người Serb. Đại hội đồng Công giáo quốc gia họp tại Beograd, kiến nghị lên hoàng đế Áo Leopold công nhận đặc quyền cho người Serb. Tháng 10 năm 1690, quân Ottoman chiếm Beograd sau sáu ngày vây hãm. Cả thành bị thanh trừng, cướp bóc và thảm sát vì nguyên cớ đã hợp tác với người Áo. 

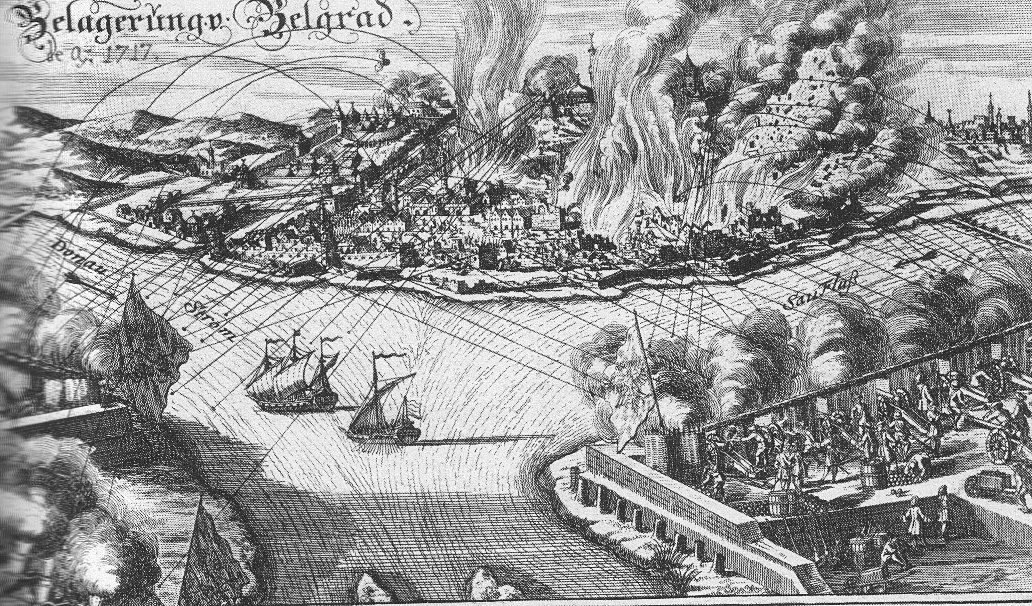
Eugène de Savoie-Carignan chỉ huy quân Áo đánh chiếm Beograd trong chiến tranh Áo-Thổ 1716-18

Ngày 17 tháng 8 năm 1717, vương công Eugène de Savoie-Carignan dẫn quân Áo tái chiếm Beograd. Hòa ước Pozarevac xác nhận Beograd và miền bắc Serbia sáp nhập vào đế quốc Áo. Năm 1720, chế độ quân quản được thay thế bằng một chính quyền do hoàng thân Alexander Wurmern lãnh đạo tới năm 1733. Từ 1723 đến 1736, theo chiến lược cách tân quân sự hiện đại của Đại tá Nikola, pháo đài mới được xây dựng trên nền pháo đài cũ đã bị phá hủy. Thời kỳ Áo cai trị Beograd từ 1717 đến 1739 đánh dấu sự thay đổi cơ bản, từ phong cách phương Đông của văn hóa Thổ chuyển sang đặc điểm một đô thị Trung Âu điển hình. Nhiều nhà mới được dựng lên quanh pháo đài với thành lũy bao quanh. Hoạt động thương mại được hồi sinh, ngày càng nhiều người Đức, Hungary, Pháp, Séc và các nước khác di cư đến buôn bán và sinh sống. Hoàng đế Charles VI ra chiếu chia đôi Beograd: phần bên sông Danube dành cho những người tộc German (Đức), còn lại đều phải chuyển đến gần sông Sava gọi là khu Serbia, đồng thời tấn phong Moses Petrovic làm Tổng giám mục Beograd.

Ngày 22 tháng 7 năm 1739, quân Thổ đại phá quân Áo ở Grocka. Ngày 17 tháng 8, hòa ước Beograd được Áo-Thổ ký kết, Beograd được trả lại cho Ottoman. Đường biên được vẽ lại theo dòng Sava và Beograd lại là một tiền đồn biên giới. Quân Áo buộc phải phá hủy toàn bộ thành lũy, doanh trại và nhiều đơn vị khác. Tại Beograd, trong các kiến trúc Áo, chỉ còn lại kho đạn, cổng Charles VI và cổng Leopold. Người German di cư, cũng như người Serb đến Petrovaradin. Người Thổ kéo Beograd về phong cách Đông phương và biến nhiều nhà thờ Kitô giáo thành nhà thờ Hồi giáo, nhưng cũng phải mất gần 14 năm để khôi phục diện mạo của cổ thành (giống như ngày nay). Trong khi Beograd suy thoái, thì Zemun đã được trao một vị thế đặc biệt ở tiền phương và điều kiện phát triển kinh tế: thương mại, thủ công, đánh cá và cảng sông. Xây dựng phát triển, các tòa nhà mới xuất hiện như: Karamatina, Ichkova và nhà Dimitri Davidovic. Trường tiểu học Serbia được mở vào năm 1745. Họa sĩ Georgia Tenecki và các nhà văn hóa nổi tiếng khác cũng sống và làm việc trong thành phố.

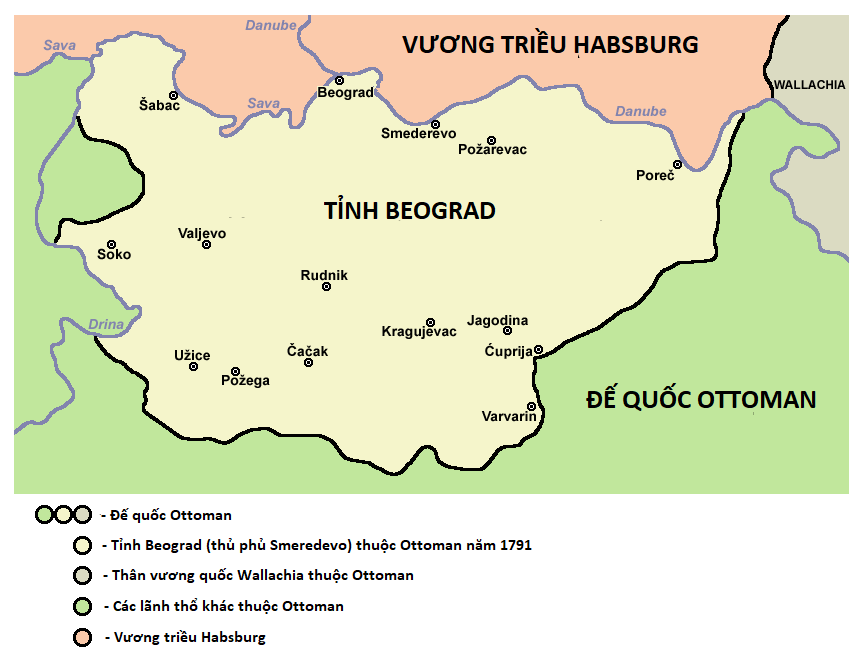
Tỉnh Beograd (thủ phủ Smederevo) thuộc Đế quốc Ottoman năm 1791

Chiến tranh Áo-Thổ tiếp diễn, ngày 8 tháng 10 năm 1789, thống chế Gideon Ernst von Laudon công hạ Beograd. Khi xảy ra xung đột với Phổ cùng lúc, Áo phải làm hòa với Thổ. Dựa trên Hòa ước Beograd năm 1739, Beograd và miền bắc Serbia được trả lại cho Ottoman một lần nữa. Tuy nhiên, chỉ đến khi ký Hòa ước Svistov 1791, quân Áo mới rút về Zemun. Ngày 23 tháng 10 năm 1791, Beqir Pasha đưa quân Thổ vào tiếp quản Beograd.
Bệnh dịch năm 1794 đã cướp đi sinh mạng của khoảng 4.500 cư dân Beograd.

### Giải phóng

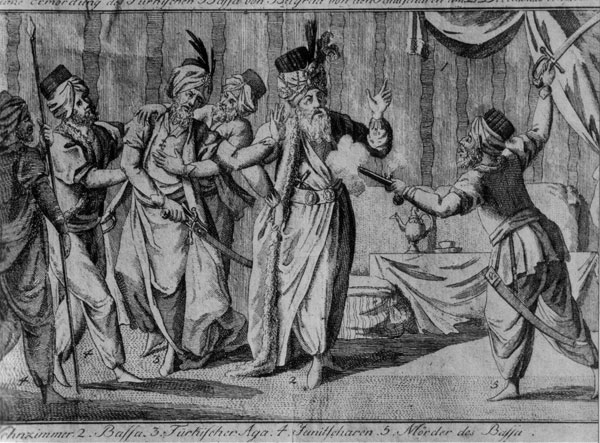
Nhóm Dahije ám sát Hajji Mustafa Pasha, họa sĩ khuyết danh

Ngày 15 tháng 9 năm 1801, nhóm sĩ quan Dahije ám sát Mustafa Pasha, và tự đứng ra cai trị thành phố và vùng phụ cận trong cảnh hỗn loạn, bạo lực, vô luật pháp. Việc giết hại các hoàng thân và các công dân Serbia nổi tiếng khác đã đẩy lên đỉnh điểm, thức tỉnh người Serb nổi dậy lần thứ nhất do Karadjordje lãnh đạo vào năm 1804, mục đích nhằm giải phóng Beograd. Sau hai năm, quân nổi dậy chiếm được khu dân cư và năm 1807 thu phục được pháo đài phòng thủ. Beograd một lần nữa trở thành thủ đô của Serbia. Năm 1807, chính quyền Serbia thiết lập tại Beograd, và từ năm 1811, các cơ quan cấp bộ bắt đầu hoạt động. Nhiều trí thức từ Áo và các nơi khác trở về như Sima Milutinovic Sarajlija, Ivan Jugovic và Dositej Obradovic, người mở Trường Lớn đầu tiên vào năm 1808. 

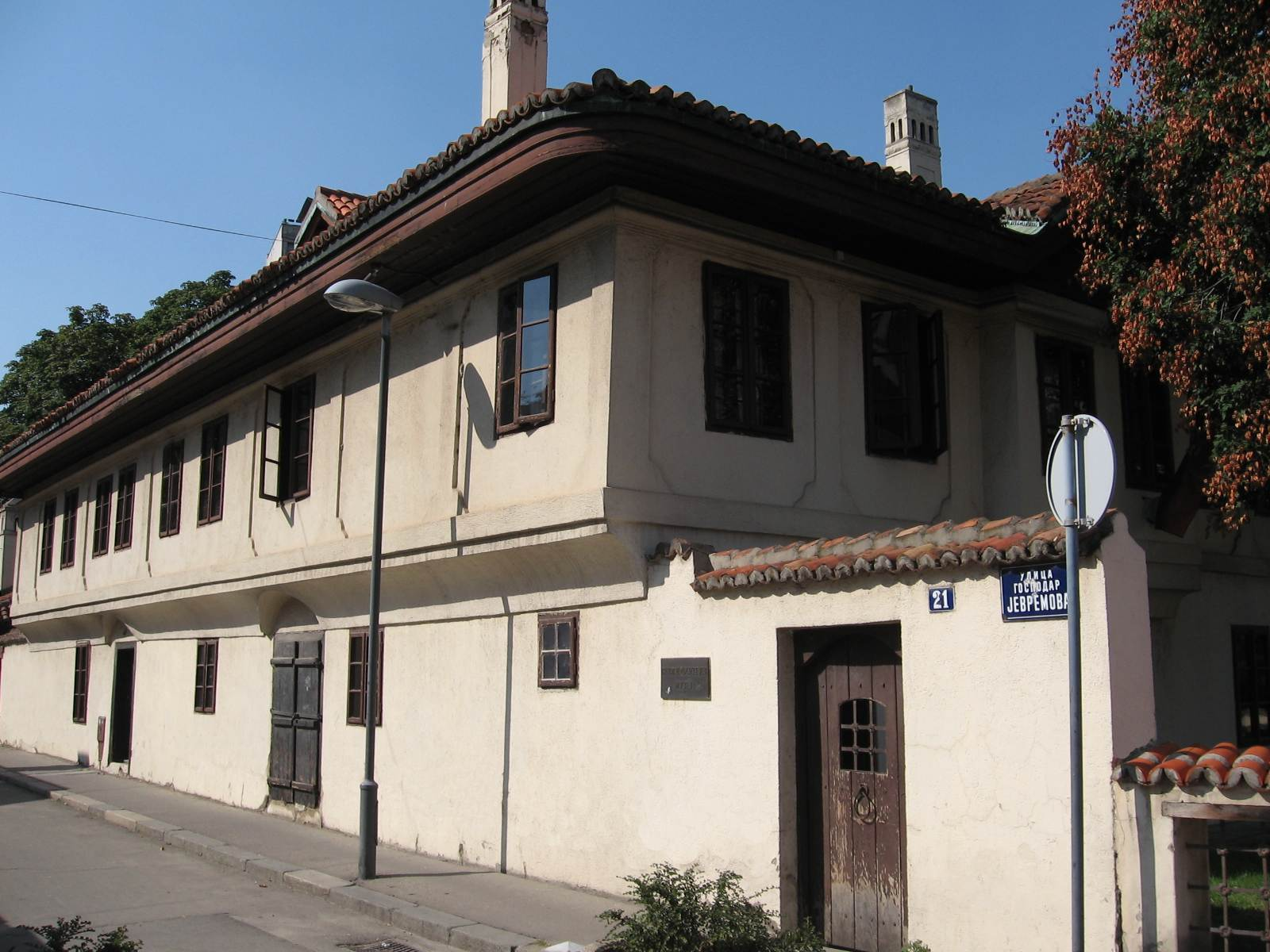
Tòa nhà của Trường Lớn cũ, ngày nay là Bảo tàng Vukov và Docitejev

Công cuộc phát triển Beograd gián đoạn vào năm 1813 bởi Ottoman tiến hành chinh phạt. Sự đàn áp của quân Thổ dẫn đến Cuộc nổi dậy Serbia thứ hai vào năm 1815. Thủ lĩnh cuộc cuộc nổi dậy, hoàng thân Milos Obrenovic, đã đàm phán ngoại giao thành công với quân Thổ, Serbia được nhiều quyền độc lập tự do hơn. Dân số Serbia tăng mạnh ở phía nam, người Thổ không còn gì phải bán hết cả điền sản. Quân Thổ chỉ còn giữ được pháo đài, còn toàn bộ khu dân cư là của người Serb. Năm 1830, sultan trao quyền tự trị cho Beograd. Những kiến trúc đặc trưng được xây dựng: tư gia công nương Ljubica, nhà thờ chính tòa, hoàng cung Milos, v.v. 

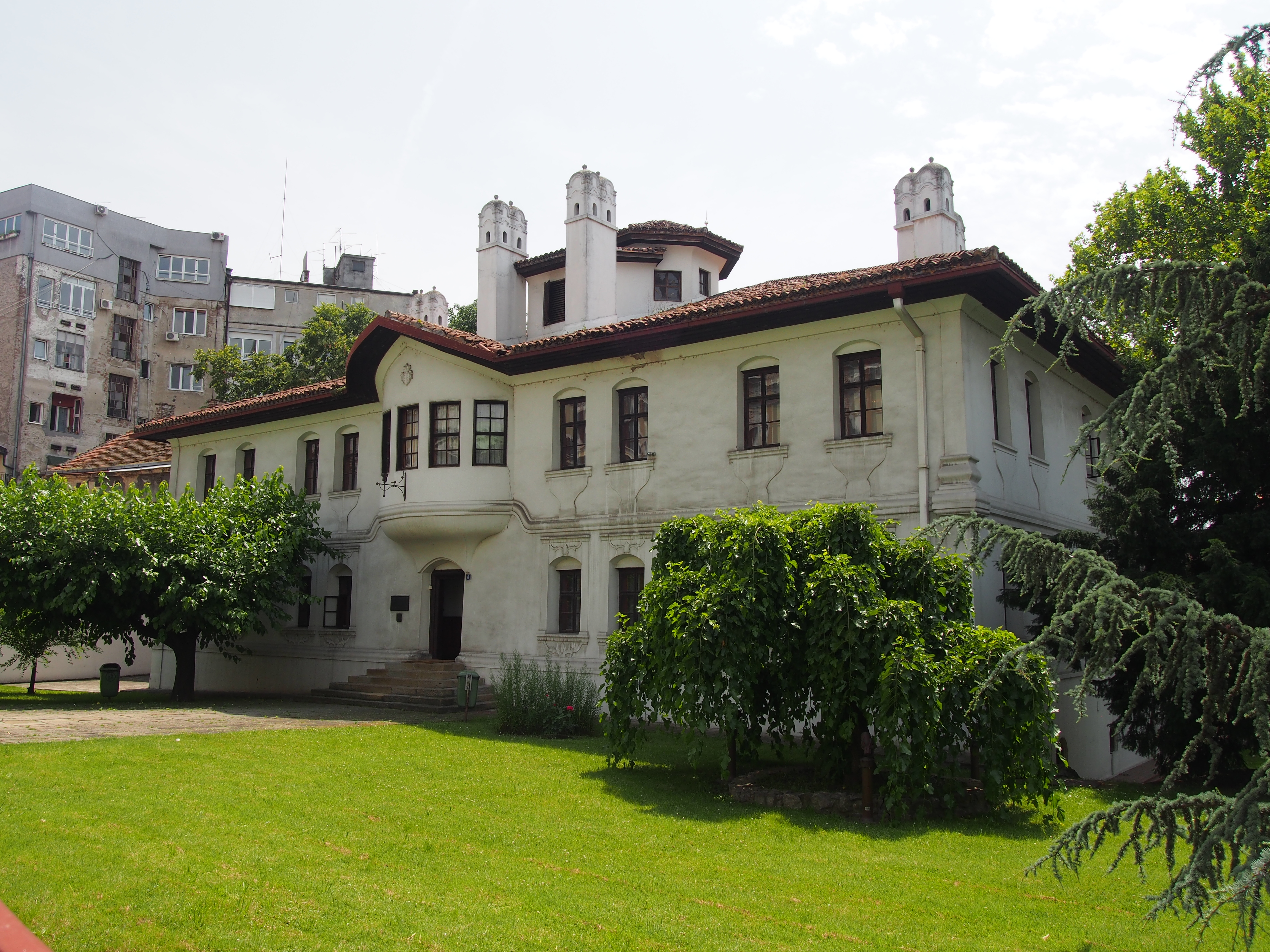
Tư gia công nương Ljubica

Ngoài chức năng kinh tế, Beograd đã trở thành một trung tâm văn hóa quan trọng. Năm 1831, nhà in đầu tiên ở Beograd bắt đầu hoạt động. Năm 1835 xuất bản tờ báo đầu tiên ở Beograd là "Báo Serbia". Năm 1840 mở bưu điện đầu tiên. Ngoài ra còn mở Chủng viện, sân vận động đầu tiên, Beograd trở thành thiên đường của nhiều nhà sáng tạo văn hóa đương thời như: Vuk Karadzic, Jovan Steria Popovic, Joakim Vujic, Dimitri Davidovic... Năm 1841, hoàng thân Mihailo Obrenovic chuyển thủ phủ của công quốc Serbia từ Kragujevac về Beorad. Năm 1844 khánh thành Bảo tàng quốc gia Beograd. Năm 1855, đường dây điện báo đầu tiên nối Beograd tới Aleksinac. Sự hiện diện của quân Thổ trong pháo đài cản trở sự phát triển cũng như đe dọa Beograd. Ngày 15 tháng 6 năm 1862, sự cố tại đài phun nước Čukur khiến một cậu bé Serbia bị thương châm ngòi cho một loạt xung đột tiếp theo, đỉnh điểm là quân Thổ đã pháo kích vào thị trấn vào ngày 17 tháng 6. Tháng 7 năm 1862, các Đại cường quốc họp lại đàm phán về việc Ottoman phải rút quân và trao quyền độc lập cho Serbia. Ngày 18 tháng 4 năm 1867, đại diện quân Thổ là Ali-Riza Pasha trao lại chìa khóa Pháo đài cho Hoàng thân Mihailo tại Kalemegdan và rút toàn bộ binh lính khỏi Beograd, kết thúc 346 năm cai trị. Beograd được độc lập trên danh nghĩa khi có lính Serbia trú đóng và cờ Serbia được cắm bên cạnh quốc kỳ Ottoman.
Năm 1868, Hoàng thân Mihailo bị ám sát trong xe ngựa khi đang đi trong điền trang mình.
Năm 1876 nổ ra cuộc chiến Serbia - Thổ, cờ Ottoman được hạ xuống hoàn toàn. Hội nghị Berlin 1878 công nhận nền độc lập cho cho Serbia. Năm 1882, Serbia trở thành một vương quốc với thủ đô đặt tại Beograd.

## Thời hiện đại

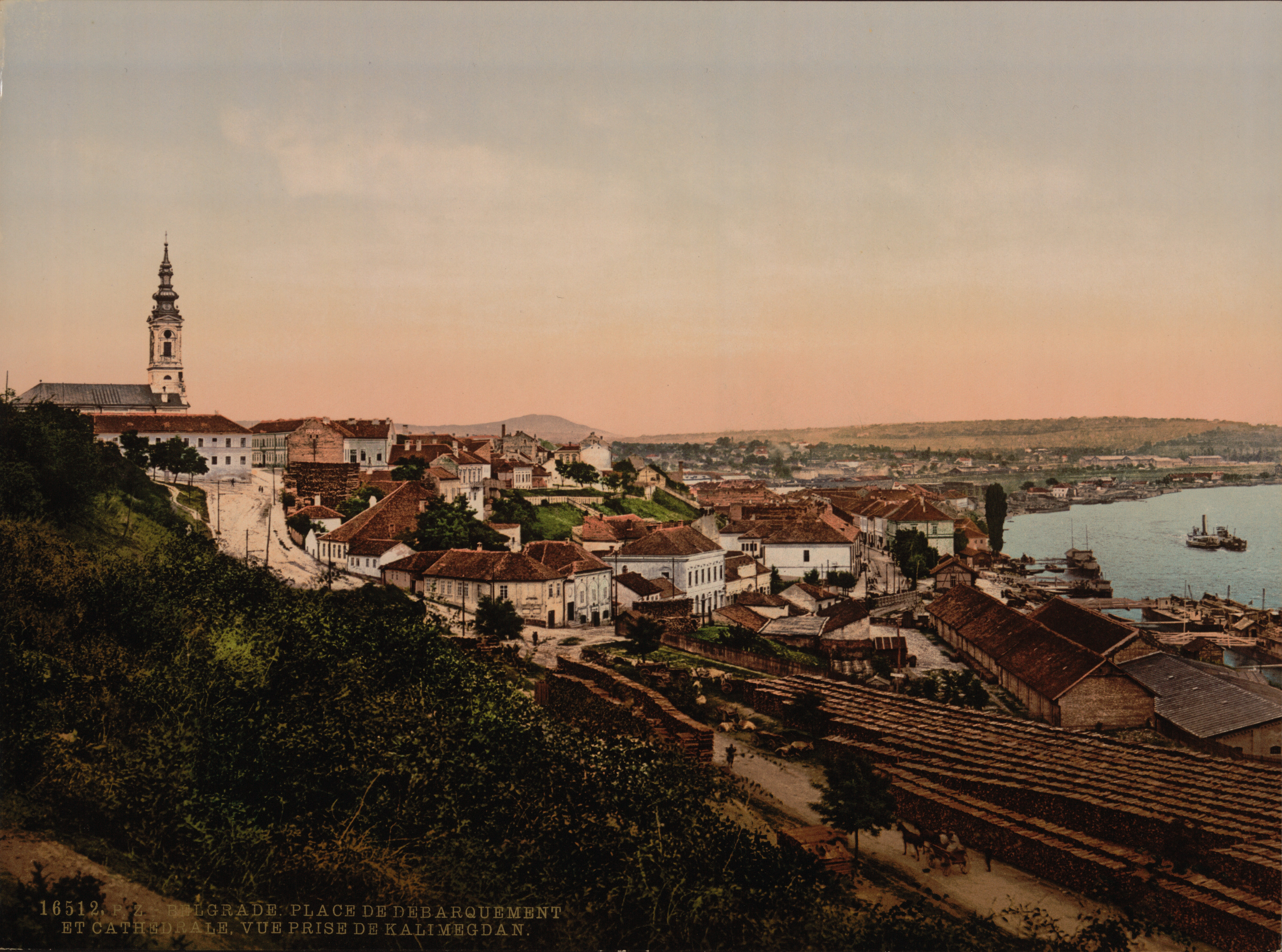
Beograd khoảng 1890.

### Thủ đô của Serbia độc lập
Nền độc lập đã tạo động lực cho sự tăng trưởng kinh tế và văn hóa của Beograd trong nửa cuối thế kỷ 19, song song với quá trình đô thị hóa diễn ra khắp châu Âu. Tâm điểm phát triển của Beograd nằm ở Đường Hoàng thân Mihailo nối pháo đài với khu phố. Con đường này sớm mọc lên các trung tâm mua bán và kinh doanh quan trọng nhất, vai trò đó giữ đến tận ngày nay. Năm 1883 thiết lập tuyến đường dây điện thoại đầu tiên. Năm 1884 khánh thánh tuyến đường sắt Beograd-Nis chạy qua cầu sông Sava. Năm 1892 đưa vào sử dụng mạng lưới cấp nước cho toàn thành phố. Năm 1893 lắp đặt hệ thống chiếu sáng công cộng. Năm 1894 triển khai hệ thống đường tàu điện. Tháng 6 năm 1896, Beograd là nơi đầu tiên trong toàn Balkan và Trung Âu tổ chức công chiếu phim, do Andre Carr đại diện cho Anh em nhà Lumière thực hiện. Ông cũng quay những thước phim đầu tiên về Beograd, nhưng ngày nay không còn.

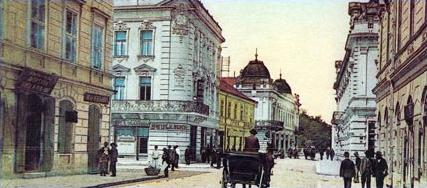
Đường Mihailo qua hai thế kỷ

Tuy có tuyến đường sắt đến Niš là thành phố lớn thứ hai, cả Serbia lúc ấy vẫn chủ yếu dựa vào nông nghiệp, dân số Beograd chỉ khoảng 69.000 người vào năm 1900. Đến năm 1905, dân số tăng lên hơn 80.000 người. Năm 1914, vào đầu Thế chiến I, dân số Beograd là 100.000 người, không tính Zemun thuộc đế quốc Áo-Hung.

### Chiến tranh thế giới thứ nhất

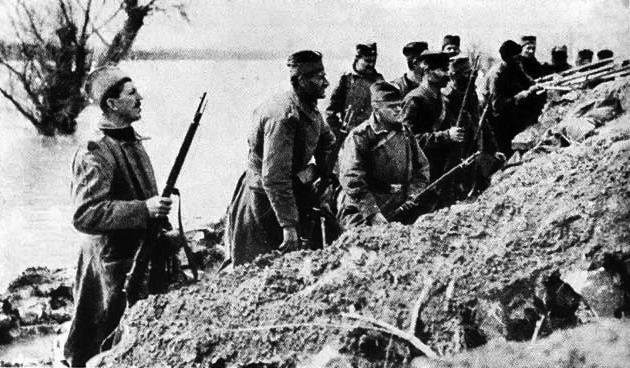
Bộ binh Serbia trong Chiến tranh thế giới thứ nhất

Ngày 28 tháng 7 năm 1914, Chiến tranh thế giới thứ nhất bùng nổ khi Áo-Hung tuyên chiến với Serbia, hầu hết chiến cuộc ở Balkan đều diễn ra quanh Beograd. Ngày 29 tháng 7 năm 1914, quân Áo-Hung bắt đầu pháo kích Beograd, đến ngày 30 tháng 11, tướng Oscar Potiorek chiếm được thành phố. Ngày 15 tháng 12, quân đội Serbia tái chiếm dưới quyền chỉ huy của Thống chế Radomir Putnik trong trận Kolubara.
Ngày 9 tháng 10 năm 1915, sau 4 ngày chiến đấu, Beograd rơi vào tay liên quân Đức-Áo-Hung dưới quyền chỉ huy của nguyên soái Augusta von Makenzen và bị đổi theo tên Nándorfehérvár trong tiếng Hungary.
Ngày 1 tháng 11 năm 1918, hoàng tử nhiếp chính Aleksandar chỉ huy quân Serbia phối hợp với quân Pháp của tướng Louis Franchet d'Espèrey giải phóng Beograd.

### Trước Chiến tranh thế giới thứ hai
Cùng năm 1918, Beograd trở thành thủ đô của Vương quốc Serb, Croats và Sloven sau đổi tên thành Vương quốc Nam Tư vào năm 1929. Năm 1922, Vương quốc được chia làm 33 oblast (tỉnh), đến năm 1929 chia lại theo hệ thống mới gồm 9 banovina, Beograd hợp nhất với Zemun, Pančevo thành Quận hành chính Beograd trực thuộc vương quốc. 

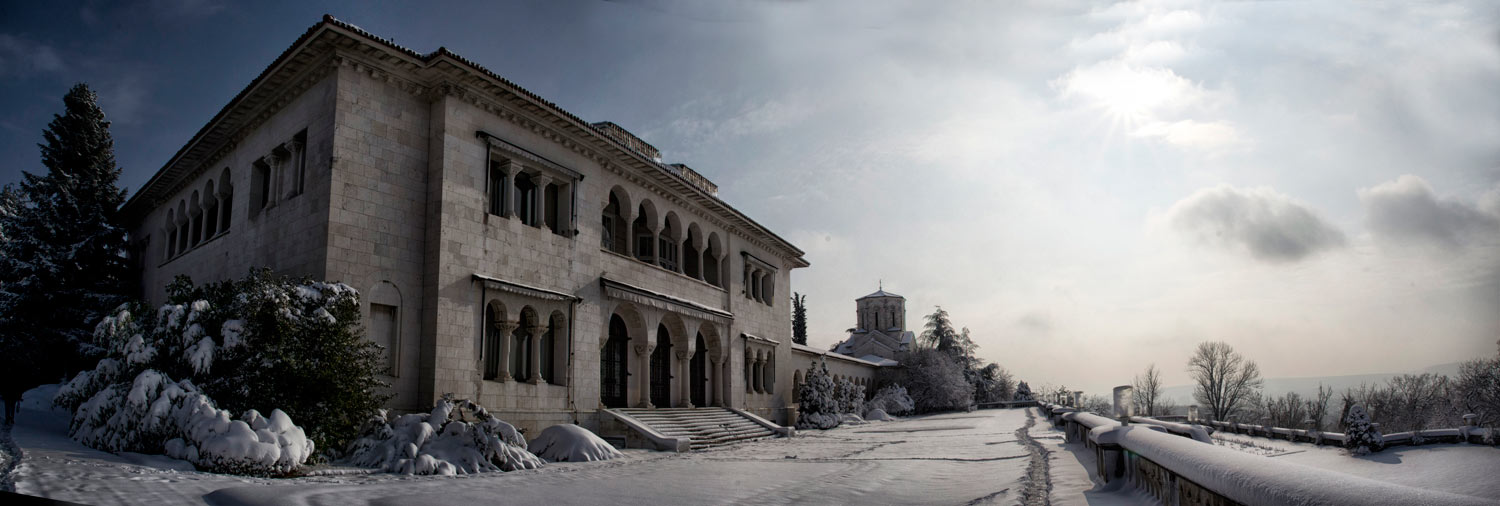
Hoàng cung Beograd, hoàn thành năm 1929

Beograd phát triển nhanh chóng và hiện đại hóa đáng kể với tư cách là thủ đô của Vương quốc Nam Tư mới. Một thực tế ít được biết đến là Beograd khi ấy có một trong những ngôi chùa Phật giáo đầu tiên tại châu Âu. Năm 1931, sau khi sáp nhập Zemun (thuộc Đế quốc Áo-Hung trước kia), dân số Beograd tăng lên 239.000 người. Đến năm 1940, dân số đạt đến 320.000 người, tỷ lệ gia tăng dân số hàng năm giai đoạn 1921-1948 là 4,08%. Năm 1923, tuyến hàng không Paris - Budapest mở rộng đến Beograd và tới năm 1927, mở cửa sân bay Beograd. Năm 1929, Đài phát thanh Beograd bắt đầu phát sóng. Vua Alexander I Karadjordjevic bãi bỏ hiến pháp Vidovdan và thiết lập một chế độ quân chủ độc tài. Như tất cả các đô thị khác trong nước, cơ quan dân cử tại Beograd bị thay thế bằng thị trưởng do vua bổ nhiệm. 

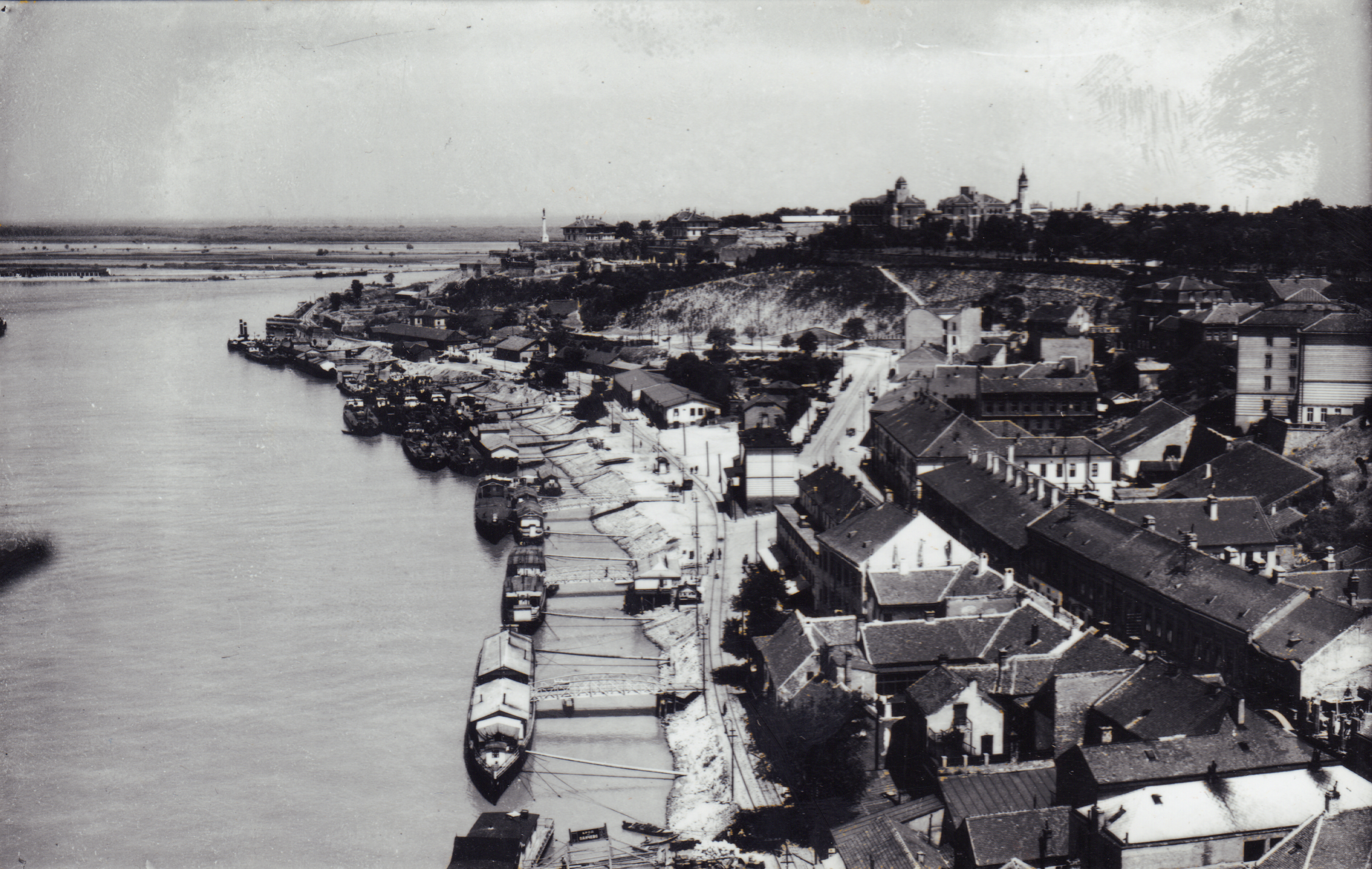
Beograd, 1933

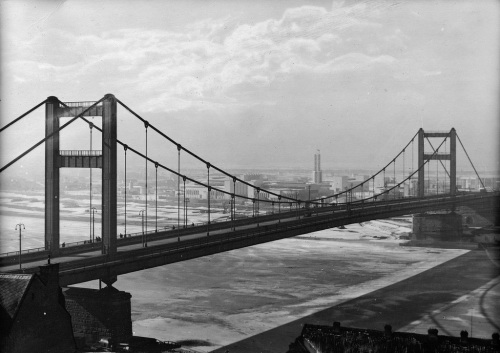
Cầu Vua Alexander, 1934-1941

Năm 1934 xây dựng cây cầu bắc qua sông Sava tên là "Cầu Vua Alexander" hay cầu "xe điện". Năm 1935, cầu Pančevo là chiếc cầu đầu tiên bắc qua sông Danube bắt đầu thông tuyến. Năm 1937 mở khu Triển lãm Thương mại Beogradski Sajam. Trong 20 năm, 7.971 tòa nhà chung cư trị giá khoảng 4 tỷ dinar được xây cất. Hai phần trong số đó có tầng hầm, 601 có hệ thống sưởi trung tâm và khoảng 700 thang máy. Kể từ cuối những năm 1930, nhiều tòa nhà cao tầng hơn đã được xây dựng với những căn hộ từ ba phòng trở lên.

Ngày 3 tháng 9 năm 1939, đã diễn ra cuộc đua Grand Prix Beograd lần đầu tiên quanh thành cổ Beograd, cũng là giải Grand Prix cuối cùng trước Chiến tranh thế giới thứ hai, thu hút 80.000 khán giả, Tazio Nuvolari giành chức vô địch. 

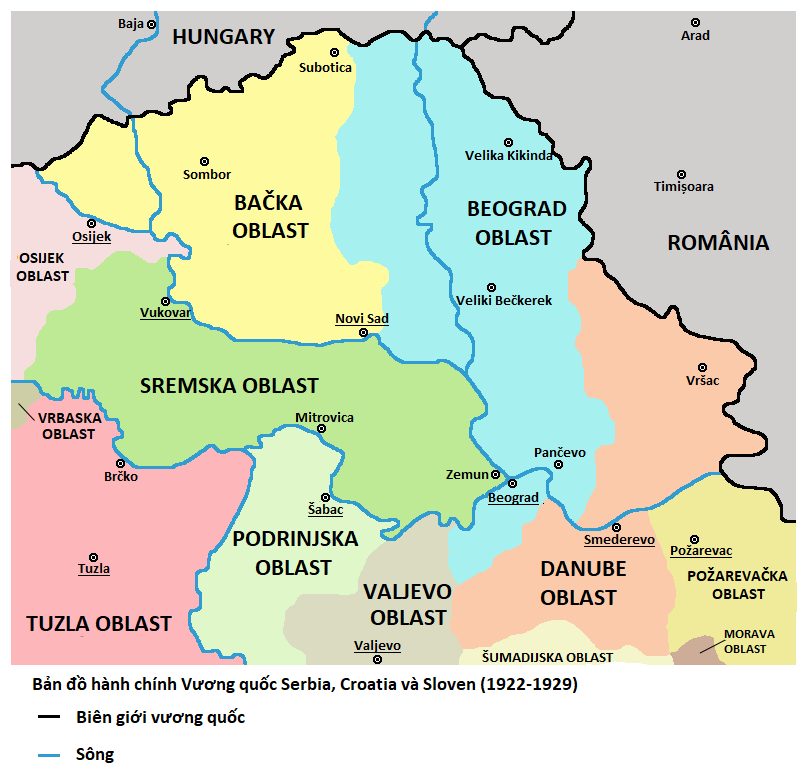
Beograd Oblast, 1922-1929.
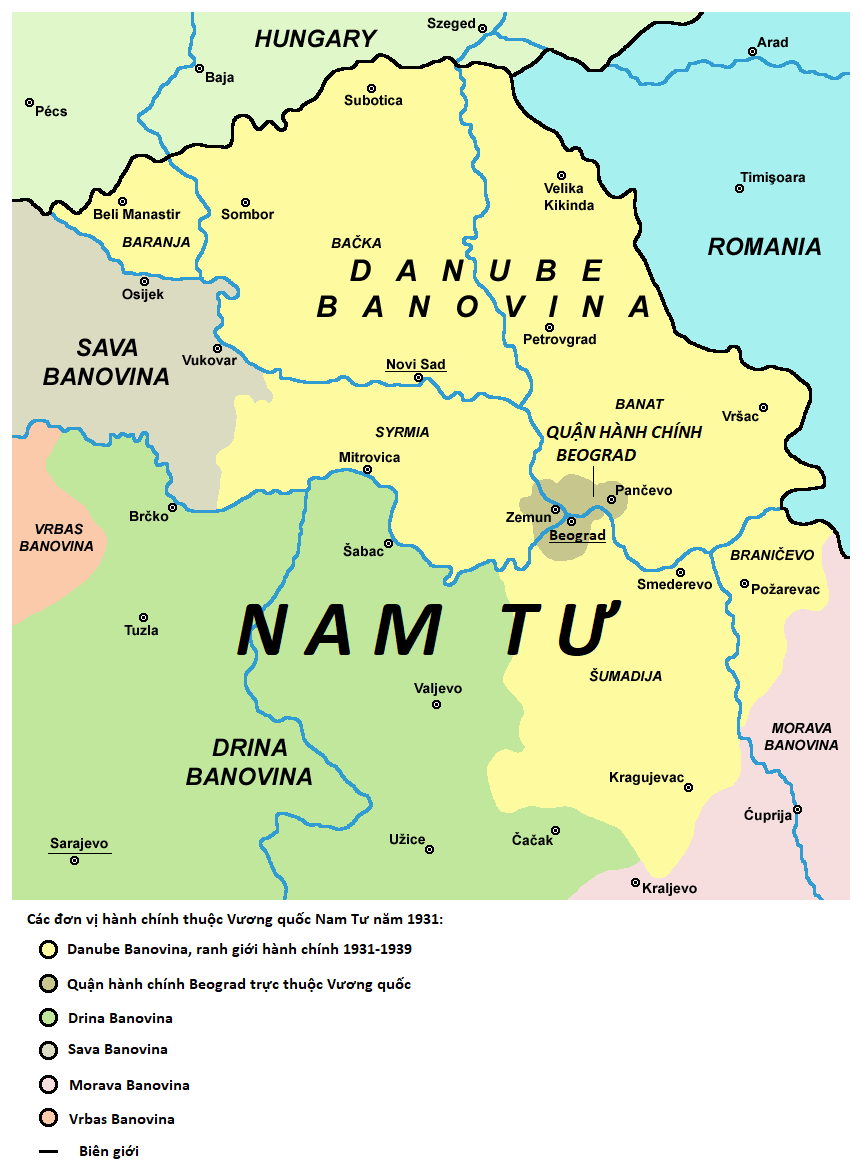
Quận hành chính Beograd bao quanh bởi Danube Banovina (1931)

### Chiến tranh thế giới thứ hai

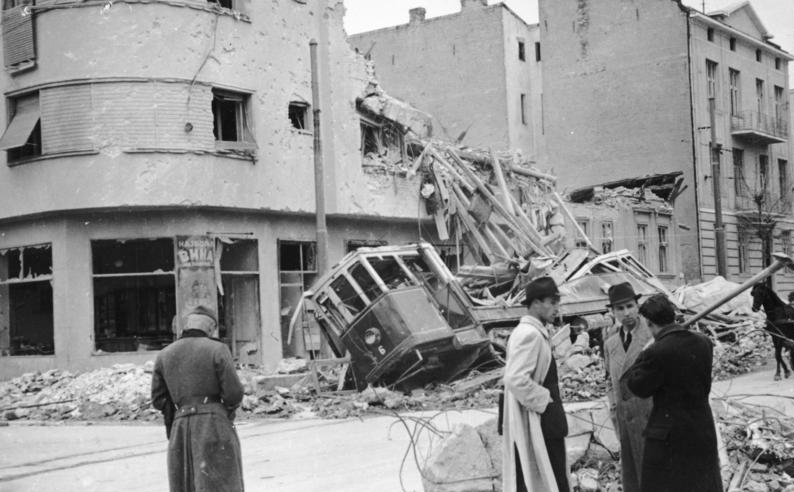
Beograd sau trận bom năm 1941.

Ngày 25 tháng 3 năm 1941, Nam Tư ký Hiệp ước Tripartite và gia nhập Phe Trục để giữ trung lập tránh chiến tranh. Biểu tình lớn phản đối nổ ra ở Beograd, và tướng không quân Dušan Simović đảo chính vào ngày 27 tháng 3, lập Peter II lên làm vua Nam Tư. Ngày 6 và 7 tháng 4, Luffwaffe dội bom thành phố khiến hơn 24.000 người chết, đồng thời phá hủy Thư viện quốc gia, đốt cháy hàng ngàn thư tịch Trung cổ quý giá. Với sự hỗ trợ của Albani và Croatia, quân Đức, Ý, Hungary và Bulgaria tấn công Nam Tư. Sau sự sụp đổ của Vương quốc Nam Tư, vùng ngoại ô Sremski của Beograd (Zemun) sáp nhập vào Nhà nước Độc lập Croatia, quốc gia bù nhìn của Đức Quốc xã. Đức quốc xã cũng ủng hộ việc thành lập chính phủ Milan Nedic tại Beograd và miền trung Serbia.
Hè thu năm 1941, để trả thù các cuộc tấn công du kích, quân Đức nhiều lần thảm sát dân chúng Beograd, đặc biệt là dân Do Thái. Thống lĩnh quân đội Đức ở Serbia, tướng Franz Böhme đặt ra quy tắc rằng cứ mỗi người Đức bị giết, 100 người Serb hoặc người Do Thái sẽ phải đền mạng. Phong trào kháng chiến Beograd do Thiếu tá Žarko Todorovic lãnh đạo từ năm 1941 đến khi bị bắt vào năm 1943.

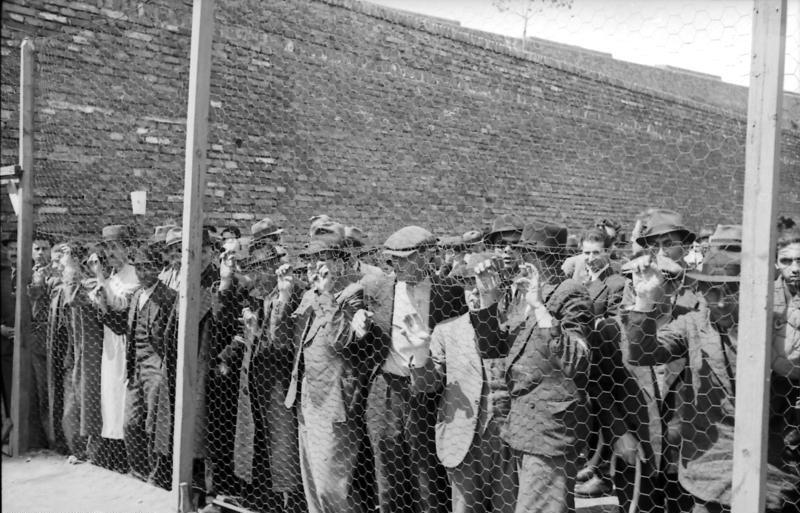
Dân Do Thái tập trung tháng 4 năm 1941.

Khoảng 125.000 người Do Thái, người digan, người cộng sản, người chống phát-xít ở Beograd bị lùa vào các trại tập trung Sajmiste và Banjica. Từ năm 1643, cộng đồng Do Thái đã sinh sống tại quận Dorcol gần sông Danube. Trước chiến tranh có khoảng 10.400 người Do Thái, và chỉ khoảng 10% trong số đó sống sót sau chiến tranh. Khoảng 40.000 người Serb và 7-8.000 người Do Thái đã bị giết tại khu Triển lãm. Khoảng 4.200 người đã bị giết ở Banjica. Trại này chủ yếu do những kẻ Serbia thân Quốc xã điều hành.
Ngày 16-17 tháng 4 năm 1944, quân Đồng minh ném bom thành phố khiến 1.600 người chết.
Ngày 13-14 tháng 10 năm 1944, quân giải phóng Nam Tư phối hợp với Hồng quân tiến đánh Beograd và giải phóng thành phố vào ngày 20 tháng 10. Quân giải phóng thiệt hại 1.000 lính, và Hồng quân mất khoảng 2.000. Trong suốt cuộc chiến, Beograd có khoảng 50.000 người chết và bị tàn phá nặng nề. Tất cả Serbia (bao gồm Beograd) đã dốc toàn lực để phá vỡ mặt trận Sremski.
Ngày 29 tháng 11 năm 1945, tại Beograd, Nguyên soái Josip Broz Tito tuyên bố thành lập Cộng hòa Nhân dân Liên bang Nam Tư (sau đổi tên thành Cộng hòa Liên bang Xã hội chủ nghĩa Nam Tư vào ngày 7 tháng 4 năm 1963). Theo ước tính của một cựu cảnh sát mật chế độ cũ, nạn nhân các cuộc đàn áp chính trị ở Beograd lên tới hơn 10.000 người.

### Thời hậu chiến

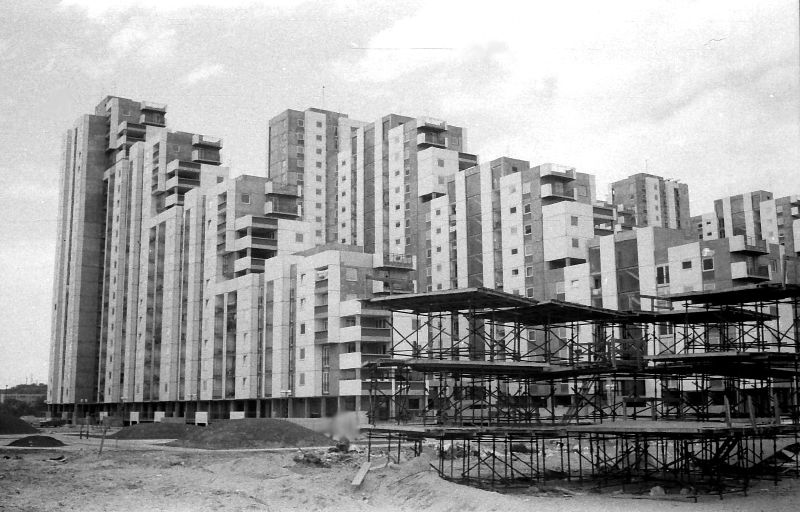
Khu Beograd Mới 1978.

Sau chiến tranh, Beograd tiếp tục là thủ đô của Nam Tư mới và sớm phát triển thành một trung tâm công nghiệp lớn.
Năm 1948, các đội thanh niên tình nguyện bắt đầu xây dựng khu Beograd Mới ở bờ bên kia sông Sava từ các bãi ngập nước và lau sậy..
Tháng 1 năm 1961, sau vụ xử bắn Patrice Lumumba, cuộc biểu tình dữ dội ở Beograd làm xung đột khốc liệt khiến nhiều người bị thương. Đại sứ quán Bỉ cũng bị cướp phá.
Năm 1961, hội nghị đầu tiên của Phong trào không liên kết được tổ chức tại Beograd. Năm 1968 diễn ra cuộc biểu tình lớn của sinh viên.
Tháng 3 năm 1972, Beograd là trung tâm bùng phát dịch bệnh đậu mùa lần cuối ở châu Âu. Công tác kiểm soát dịch bệnh bao gồm bắt buộc cách ly và tiêm chủng hàng loạt đã kết thúc vào cuối tháng 5.

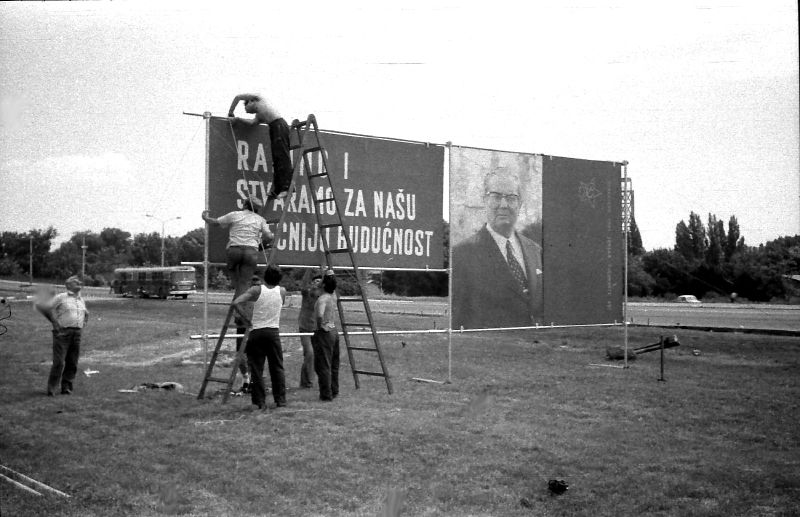
Khu Beograd Mới 1978. Bảng cổ động in hình ảnh Tito và dòng chữ "Chúng ta lao động kiến tạo tương lai hạnh phúc hơn".

Từ năm 1977 đến 1978, Hội nghị về An ninh và Hợp tác châu Âu (KEBS) được tổ chức ở Beograd tại Trung tâm hội nghị Sava mới được xây dựng. Năm 1979 diễn ra hội nghị thường niên của Ngân hàng Tái thiết và Phát triển Thế giới và Quỹ Tiền tệ Quốc tế. Năm 1980, Beograd tổ chức Đại hội đồng UNESCO lần thứ 21.
Tháng 5 năm 1980, tổng thống trọn đời của Nam Tư, Joseph Broz Tito qua đời. Bên cạnh hầu hết các chính trị gia thế giới đến viếng, khoảng 700.000 công dân trong nước đã tham dự lễ tang. Năm 1983 tổ chức hội nghị thường niên UNCTAD. 

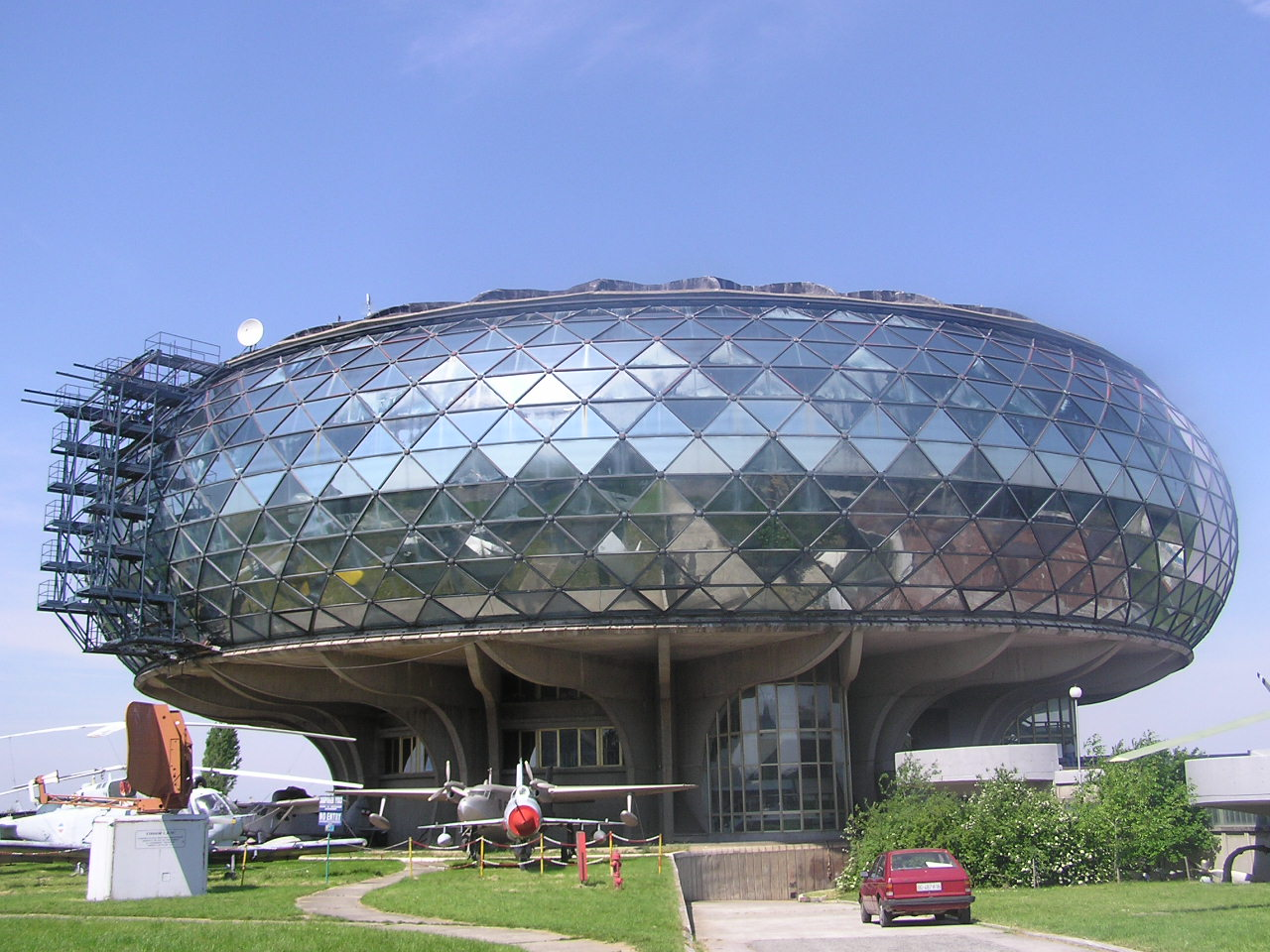
Bảo tàng Hàng không Beograd, 1989

Năm 1958, Đài phát thanh truyền hình Beograd bắt đầu phát sóng liên tục. Năm 1967, Liên hoan Sân khấu Quốc tế Beograd (BITEF) đầu tiên được tổ chức. Năm 1969 hoàn tất xây dựng tòa nhà Beograđanka (Quý bà Beograd). Hai năm sau, khánh thành cầu Gazela và đường cao tốc xuyên qua Beograd, cũng là lần đầu tiên tổ chức Liên hoan phim quốc tế Beograd (FEST). Năm 1995 khai trương ga tàu điện ngầm Vukov Spomenik (tượng đài Vukov).

### Nam Tư tan vỡ
Ngày 9 tháng 3 năm 1991, các cuộc biểu tình lớn do Vuk Draskovic lãnh đạo được tổ chức ở Beograd để chống lại chế độ Slobodan Milošević. Theo các nguồn tin khác nhau, có khoảng 100.000 đến 150.000 người đã xuống đường ngày hôm đó. Hai người chết, 203 người bị thương và 108 người bị bắt giữ, xe tăng JNA được đưa đến để vãn hồi trật tự.

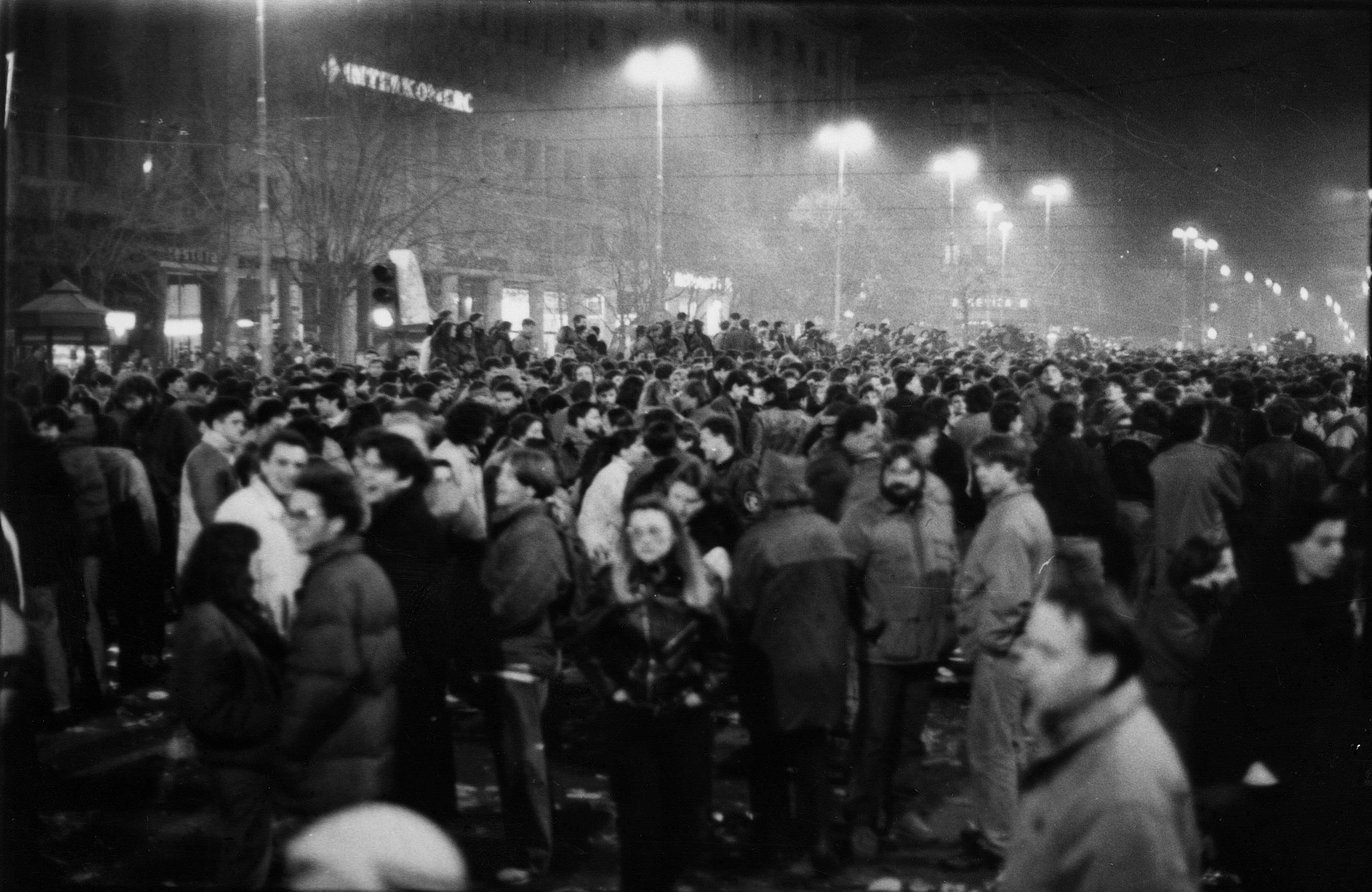
Sinh viên biểu tình năm 1991

Không công nhận kết quả bầu cử năm 1996, phe đối lập quy tụ dân chúng và sinh viên Beograd xuống đường hàng ngày chống lại sự cai trị của Milošević từ tháng 11 năm 1996 đến tháng 2 năm 1997. Kết quả đã đưa Zoran Đinđić trở thành thị trưởng Beograd đầu tiên sau Chiến tranh thế giới thứ hai mà không phải người của Liên đoàn Cộng sản Nam Tư, tiền thân của Đảng Xã hội Serbia.
Trong xung đột Kosovo năm 1999, NATO không kích Nam Tư gây thiệt hại đáng kể cho cơ sở hạ tầng đô thị. Bom rơi trúng hoặc đánh sập các tòa nhà công quyền như trụ sở các bộ, đài phát thanh truyền hình Serbia khiến 16 nhân viên thiệt mạng, một số bệnh viện, khách sạn, tháp Ušće, tháp viễn thông Avala và Đại sứ quán Trung Quốc ở khu Beograd Mới. Nhiều tàn tích vẫn được giữ nguyên hiện trạng làm khu tưởng niệm chiến tranh.
Sau cuộc bầu cử ngày 24 tháng 9 năm 2000, Beograd diễn ra các cuộc biểu tình rầm rộ với 800.000 người theo ước tính của cảnh sát, nhưng các nguồn tin khác cho rằng có tới 1.000.000 người tham gia, dẫn đến sự cáo chung của chế độ Milošević.

### Đương đại
Ngày 4 tháng 2 năm 2003, Hiến chương Hiến pháp của Nhà nước Liên minh Serbia và Montenegro được thông qua, Beograd vẫn là thủ đô. Ngày 12 tháng 3, Thủ tướng Zoran Đinđić bị ám sát. Năm 2006, sau khi Montenegro tuyên bố độc lập, Beograd lấy trưng cầu dân ý và tiếp tục là thủ đô của riêng Serbia.
Năm 2008 diễn ra cuộc biểu tình chống lại tuyên bố độc lập của Kosovo. 

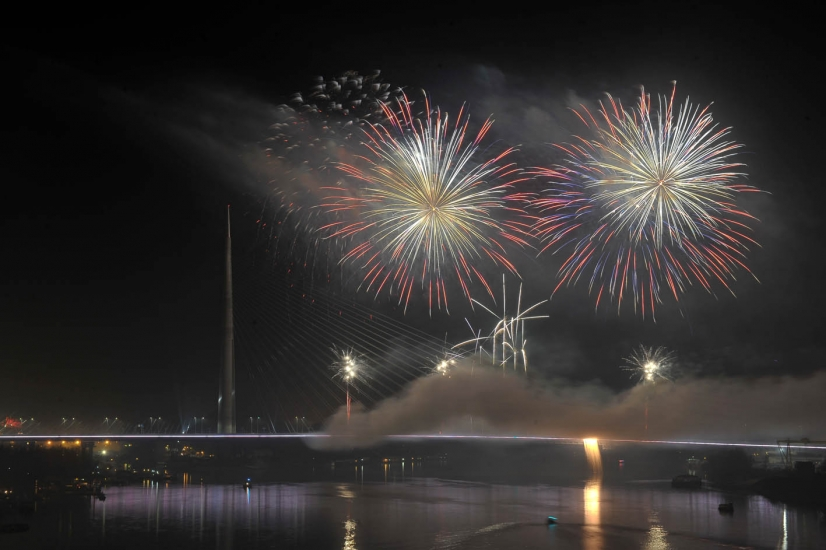
Khai trương cây cầu trên sông Ada

Vào đúng đêm giao thừa giữa ngày 31 tháng 12 năm 2011 và ngày 1 tháng 1 năm 2012, cầu Ada chính thức được khánh thành trong ánh sáng pháo hoa tràn ngập.
Năm 2015, một thỏa thuận đã đạt được với Eagle Hills (một công ty của UAE) chính thức khởi động dự án xây dựng "Beograd bên sông" (Beograd na vodi), đây là một trong những dự án phát triển đô thị lớn nhất ở châu Âu, tổng giá trị lên tới 3,5 tỷ euro.